# Liste von Söhnen und Töchtern der Stadt Karlsruhe
Die folgende Übersicht enthält bedeutende, in Karlsruhe geborene Persönlichkeiten, chronologisch aufgelistet nach ihrem Geburtsjahr. Ob die Personen ihren späteren Wirkungskreis in Karlsruhe hatten oder nicht, ist dabei unerheblich. Viele sind von Karlsruhe weggezogen und andernorts bekannt geworden. Die Liste erhebt keinen Anspruch auf Vollständigkeit. Nicht in Karlsruhe geborene Personen, die dort wirkten, finden sich in der Liste von Persönlichkeiten der Stadt Karlsruhe.

## 18. Jahrhundert

### 1715–1780
- 1718, 9. Februar, Wilhelm von Rotberg, † 30. Oktober 1795 in Gotha, Präsident der Kammer und Geheimrat im Herzogtum Sachsen-Gotha-Altenburg
- 1720, 7. September, Johann Christian Sachs, † 29. Juni 1789 in Karlsruhe, Gymnasialrektor und evangelischer Kirchenrat; Historiker des Hauses Baden
- 1722, 1. Juli, Friedrich Valentin Molter, † 6. Februar 1808 in Karlsruhe, Bibliothekar, Dichter, Numismatiker, Klassischer Archäologe und Hofrat, Direktor der Hofbibliothek und Geheimrat
- 1728, 22. November, Karl IV. Friedrich von Baden, † 10. Juni 1811 in Karlsruhe, Markgraf, Kurfürst und Großherzog von Baden 1738–1811
- 1741, 8. Dezember, Karl von Geusau, † 8. Februar 1829 in Karlsruhe, badischer General, Diplomat und Kriegsminister
- 1748, 25. Dezember, Maximilian Wilhelm Reinhard, † 16. Mai 1812 in Karlsruhe, Staatsrat des Großherzogtums Baden
- 1749, 18. Dezember, Carl Friedrich Hermann von Freystedt, † 20. Dezember 1795, markgräflich badischer Oberst und Kommandeur des gesamten badischen Militärs
- 1755, 14. Februar, Karl Ludwig von Baden, † 16. Dezember 1801 in Arboga, Schweden; Erbprinz von Baden, „Schwiegervater Europas“
- 1756, 29. August, Friedrich von Baden, † 28. Mai 1817 in Karlsruhe, Titular-Markgraf von Baden
- 1756, 3. Dezember, Karl Friedrich von Fischer, † 9. Oktober 1821 in Karlsruhe, badischer Minister
- 1758, Ephraim Joseph Hirschfeld, † 27. Januar 1820 in Offenbach am Main, deutsch-jüdischer Mystiker, Kabbalist und Freimaurer
- 1758, 2. Dezember, Johann Wilhelm Hemeling, † 22. Mai 1817 in Karlsruhe, Taubstummenlehrer und Leiter der Karlsruher Hofbibliothek
- 1763, 9. Februar, Ludwig I. von Baden, † 30. März 1830 in Karlsruhe, Großherzog von Baden 1818–1830
- 1763, 27. April, Anton Ignaz Melling, † 25. August 1831 in Paris, deutsch-französischer Maler, Zeichner, Architekt, Landschaftsarchitekt und Innendekorateur
- 1764, 22. Dezember, Georg Ernst Ludwig von Preuschen von und zu Liebenstein, † 12. September 1849 in Roßbach, nassauischer Landtagsabgeordneter und Richter sowie Präsident des Oberappellationsgerichtes Wiesbaden
- 1766, Friedrich Magnus von Nothardt, † 28. Dezember 1804 in Berlin, preußischer Offizier und Konstrukteur
- 1766, 3. Juli, August von Preuschen von und zu Liebenstein, † 7. Oktober 1846 in Wiesbaden, nassauischer Landtagspräsident und Richter, Vizepräsident des Oberappellationsgerichtes Wiesbaden
- 1766, 9. September, Johann Carl Müller, † 20. August 1834 in Karlsruhe, Jurist, badischer Oberamtmann
- 1766, 24. November, Friedrich Weinbrenner, † 1. März 1826 in Karlsruhe, Architekt, Stadtplaner und Baumeister des Klassizismus
- 1767, 26. Mai, Luise Karoline von Hochberg, geborene Freiin Geyer von Geyersberg, † 23. Juli 1820 in Karlsruhe, zweite Ehefrau des Markgrafen und Großherzogs Karl Friedrich von Baden
- 1768, 23. April, Friedrich Groos, † 15. Juni 1852 in Eberbach/Neckar, Arzt und Philosoph
- 1770, 20. März, Johann Gottfried Tulla, † 27. März 1828 in Paris, Ingenieur, Offizier, Rheinregulierer, Gründer der Karlsruher Ingenieurschule, dem heutigen Karlsruher Institut für Technologie
- 1772, 8. April, Wilhelm Christian Griesbach, † 16. April 1838 in Karlsruhe, erster Oberbürgermeister der Stadt Karlsruhe
- 1773, 22. Januar, Karl Ludwig Kaaz, † 14. Juli 1810 in Dresden, Maler, vor allem durch seine Landschaftsbilder bekannt
- 1773, 1. Oktober, Karl Wilhelm Böckmann, † 18. Juni 1821 in Karlsruhe, Physiker und Chemiker
- 1774, 27. Juni, Karl Friedrich Viktor Jägerschmid, † 8. Januar 1863 in Karlsruhe, badischer Oberforstrat
- 1775, 2. Februar, Karoline von Freystedt, † 29. April 1862 in Karlsruhe, Hofdame der Markgräfin Amalie von Baden
- 1775, 3. November, Friedrich Molter, † 1. November 1842 in Karlsruhe, Leiter der Karlsruher Hofbibliothek
- 1775, 15. Dezember, Christoph Eisenlohr, † 21. Juli 1852 in Karlsruhe, badischer Oberamtmann, Landtagsabgeordneter
- 1776, 10. März, Christian Friedrich Müller, † 31. August 1821 in Karlsruhe, Verleger
- 1776, 13. Juli, Amalie Christiane von Baden (Zwillingsschwester von Karoline), † 26. Oktober 1823 in Bruchsal, Prinzessin von Baden
- 1776, 13. Juli, Karoline von Baden (Zwillingsschwester von Amalie), † 13. November 1841 in München, Prinzessin von Baden, durch Heirat Kurfürstin von Pfalz-Bayern und die erste Königin von Bayern
- 1776, 11. Dezember, Karl von Freystedt, † 29. August 1851, großherzoglich-badischer Generalleutnant und Mitglied der badischen Ständeversammlung
- 1777, 2. Februar, Karl Autenrieth, † 20. Oktober 1854 in Mannheim, Oberamtmann und Oberhofgerichtsrat
- 1777, 13. August, Christian Friedrich von Boeckh, † 21. Dezember 1855 in Karlsruhe, Beamter und Politiker; von 1844 bis 1846 badischer Staatsminister
- 1779, 1. Juni, Christoph Arnold, † 17. Juli 1844 in Heidelberg, Schüler Weinbrenners, Architekt des Klassizismus
- 1779, 8. Oktober, Carl Deimling, † 30. März 1850 in Karlsruhe, badischer Verwaltungsbeamter
- 1780, 24. Januar, Gustav Friedrich Wucherer, † 5. April 1844 in Freiburg i. Br., Professor der Physik
- 1780, 11. Februar, Karoline von Günderrode, † 26. Juli 1806 in Winkel, Dichterin der Romantik
- 1780, 16. März, Ernestine Müller, † 18. Juli 1844 in Baden-Baden, Verlegerin
- 1780, 22. März, Bernhard Dollmaetsch, † 8. Mai 1845 in Karlsruhe, zweiter Oberbürgermeister der Stadt Karlsruhe, Mitglied des badischen Landtags

### 1781–1800
- 1781, 3. Februar, Karl Wilhelm Eugen von Freydorf, † 25. Juli 1854, badischer Offizier und Kriegsminister
- 1781, 12. März, Friederike von Baden, † 25. September 1826, von 1797 bis 1809 Königin von Schweden
- 1781, 3. April Johann Gottfried Stösser, † 1. Dezember 1860, Jurist und Politiker
- 1782, 11. August, Naphtali Epstein, 14. Oktober 1852 in Karlsruhe, Aktuar und Schreiber des Oberrats der Israeliten Badens
- 1785, 29. April, Karl von Drais, früher Freiherr von Sauerbronn, † 10. Dezember 1851, Erfinder (Zweirad als Urtyp des Fahrrads und Motorrads, Tastatur-Schreibmaschine, Lochstreifen-Stenomaschine, Kochkiste)
- 1785, 24. November, August Boeckh, † 3. August 1867 in Berlin, klassischer Philologe und Altertumsforscher
- 1785, Wilhelm Ludwig Dietz, † 8. April 1837 in Karlsruhe, badischer Ministerialbeamter und Direktor der Vereinigten Forsten und Bergwerke
- 1786, 23. Januar, Friedrich Arnold, † 24. November 1854, Architekt und Baubeamter
- 1786, 25. April, Friedrich Carl Hector Wilhelm von Günderrode, † 21. März 1862, Jurist und Politiker
- 1786, 8. Juni, Carl Ludwig Friedrich von Baden, † 8. Dezember 1818 in Rastatt, Großherzog von Baden 1811–1818
- 1786, 1. September, Wilhelm Gayling von Altheim, † 13. Oktober 1861, General
- 1788, 5. Mai, Ferdinand Freiherr von Biedenfeld, † 8. März 1862, Dichter, Publizist und Dramaturg
- 1788, 10. September, Wilhelmine von Baden, † 27. Januar 1836 auf der Rosenhöhe, Tochter des Erbprinzen Karl Ludwig von Baden
- 1790, 29. Juni, Christian Lotsch, † 9. Juni 1873 in Rom, Bildhauer und Zeichner
- 1790, 10. Januar Carl Baumgärtner, † 8. Oktober 1847, Amtmann und Abgeordneter des badischen Landtags
- 1790, 29. August, Karl Leopold Friedrich von Baden, † 24. April 1852, Großherzog von Baden 1830–1852
- 1790, 18. November, Karl Friedrich Vierordt, † 19. Dezember 1864 in Karlsruhe, Historiker und Pädagoge
- 1790, Johann Ludwig Weinbrenner, † 1858, badischer Baumeister
- 1791, 7. Juli, Peter Joseph Schneider, † 22. Juni 1871 in Offenburg, Arzt, Musikwissenschaftler und Philosoph
- 1791, 20. Juli, August Klose, † 23. März 1872 in Hofstetten bei Brienz, Schweiz; Oberbürgermeister der Stadt Karlsruhe
- 1792, 7. April, Karl Eduard Morstadt, † 10. Januar 1850, Rechtswissenschaftler, Nationalökonom und Hochschullehrer
- 1792, 8. April, Wilhelm von Baden, † 11. Oktober 1859
- 1792, 16. April, Karl von Stößer, † 12. August 1874, badischer Oberamtmann
- 1792, 10. November, Friedrich Theodor Schaaff, † 3. September 1876 in Freiburg im Breisgau, badischer Verwaltungsbeamter und Parlamentarier
- 1793, 28. Januar, Friedrich Lauer, † 26. Dezember 1873 in Mannheim, Unternehmer und Politiker
- 1796, Veit Ettlinger, † 24. Juli 1877, Jurist; erster jüdischer Stadtrat von Karlsruhe, Mitglied der Frankfurter Nationalversammlung und Vorsitzender des Synagogenrats Karlsruhe
- 1798, 17. März, Jakob Ettlinger, † 7. Dezember 1871 in Altona, orthodoxer Rabbiner
- 1800, 6. Mai, Amalie Haizinger, † 10. August 1884 in Wien, Schauspielerin
- 1800, 1. November, August Eichrodt, † 27. November 1856, geboren in Durlach, badischer Oberamtmann
- 1800, 11. Dezember, Karl Joseph Berckmüller, † 6. April 1879, Architekt und großherzoglich-badischer Baubeamter

## 19. Jahrhundert

### 1801–1820
- 1801, 20. April, Adolf Sander, † 9. März 1845 in Rastatt, Jurist und badischer Landtagsabgeordneter
- 1802, 2. Oktober, Friedrich Reiß, † 24. August 1881 in Mannheim, Unternehmer und Politiker, Erster Bürgermeister von Mannheim
- 1802, 11. Dezember, Moses Reiß, † 8. Oktober 1878 in Breisach am Rhein, Bezirksrabbiner in Baden
- 1803, 8. September, Friedrich Theodor Fischer † 14. November 1867, Architekt und Oberbaurat im Großherzogtum Baden
- 1804, 6. Mai, Karl Julius Holtzmann, † 23. Februar 1877, evangelischer Theologe und Prälat der Evangelischen Landeskirche in Baden
- 1804, 15. Juli, Louis Haber von Linsberg, † 27. Januar 1892 in Wien, deutsch-österreichischer Großbankier und Industrieller
- 1807, 22. August, Eli von Haber, später Emil von Haber, † 22. August 1881 in Berlin, Arzt und Parlamentarier, Leibarzt des preußischen Königs Wilhelm I.
- 1808, Louise Moltke, † 26. Dezember 1839, Schauspielerin
- 1808, 27. August, Franz von Pfeuffer, † 26. August 1883 in Karlsruhe, Jurist und Geheimer Legationsrat
- 1809, 19. Januar, Jakob Malsch, † 12. Dezember 1896, war Oberbürgermeister der Stadt Karlsruhe
- 1809, 9. Mai, Rudolf Kusel, † 26. Januar 1890, Rechtsanwalt und Abgeordneter
- 1810, Auguste Frühauf, geborene Auguste Mayerhofer, † 1852 in Frankfurt am Main, Kinderdarstellerin und Theaterschauspielerin
- 1810, 2. Mai, Adolf Holtzmann, † 3. Juli 1870 in Heidelberg, Germanist und Indologe
- um 1811, Karl Sachs, † 30. April 1873, Verwaltungsjurist
- 1811, 9. August, Friedrich Stein, † 28. Juni 1868 in Baden-Baden, Verwaltungsbeamter und Richter
- 1812, 21. Februar, Ludwig Waag, † 19. Juni 1879 in Bad Gastein, badischer Generalleutnant, Gouverneur der Festung Rastatt
- 1812, 6. März, Samuel Arthur von Haber, † 9. Juni 1892 in Paris, Bankier
- 1812, 31. März, Ludwig Dill, † 28. November 1887 in Durlach, Jurist und Amtsrichter, Dichter und Komponist
- 1812, 10. November, Emil von Kageneck, † 17. November 1882 in Karlsruhe, badischer Forstbeamter
- 1812, 12. November, Julius Himmelheber, † 21. Mai 1867 in Hamburg, Kupferstecher, Kartograph und Lithograph
- 1814, 20. Juli, Louis Hoffmeister, † 14. Juli 1869 in Karlsruhe, badischer Hof-Kupfer- und Stahlstecher
- 1815, 10. Dezember, Wilhelm Müller, † 23. Juni 1890 in Heidelberg, Verleger und Hofbuchhändler
- 1816, 25. Februar, Charles Reutlinger, † frühestens 1881 (vermutlich nach 1890) in Paris, Fotograf und Unternehmer
- 1816, 15. September, Wilhelm Kohl, † 1907 in Pennsylvania, General-Major im Amerikanischen Sezessionskrieg, umbenannt in William T. Cole
- 1817, 3. April, Max von Becker, † 4. Februar 1884, Ingenieur im Bereich des Eisenbahn- und Wasserbaus
- 1817, 5. April, Henriette Obermüller, † 20. Mai 1893 in Oberweiler bei Badenweiler, demokratische Aktivistin und Frauenrechtlerin
- 1817, 17. Januar, Georg Wolf, † 2. Mai 1864 in Konstanz, badischer Oberamtmann
- 1817, 25. August, Hermann von Hillern, † 8. Dezember 1882, badischer Hof- und Geheimer Archivrat
- 1817 oder 1818, 11. Oktober, Marie Amalie von Baden, † 8. oder 18. Oktober 1888 in Baden-Baden, badische Prinzessin und durch Heirat Duchess of Hamilton
- 1818, 2. März, Ernst Schweinfurth; † 24. Oktober 1877 in Rom, Maler und Lithograf
- 1820, 26. März, Karl Wielandt, † 3. Januar 1884, badischer Oberamtmann, Senatspräsident des Oberlandesgerichts Karlsruhe
- 1820, 2. Mai, Robert Gerwig, † 6. Dezember 1885, Bauingenieur

### 1821–1840
- 1821, 18. Juli, Wilhelm Ludwig Friedrich Lang, † 29. Mai 1884 in Karlsruhe, badischer Verwaltungsbeamter und Parlamentarier
- Pädagoge Otto Deimling (1821–1875)
- 1821, 12. Dezember, Friedrich Sachs, † 26. April 1893 in Freiburg im Breisgau, preußischer Generalleutnant
- 1822, 5. Februar, Adolfine Neumann, † 8. April 1844 in Wien, Schauspielerin
- 1823, 22. April, Karl von Fabert (1823–1904), preußischer Generalmajor
- 1823, 20. Mai, Wilhelm Pleikard Ludwig von Gemmingen, † 29. Juli 1903, Offizier, Oberkammerherr
- 1823, 15. Juni, Friedrich von Preen, † 5. Mai 1894, badischer Kreishauptmann, Geheimer Oberregierungsrat
- 1824, 29. Mai, Carl Bartberger, † 19. August 1896 in Pittsburgh, deutschamerikanischer Architekt
- 1824, 6. Juni, Emil Spreng, † 25. April 1864 in Nürnberg, Ingenieur und Direktor verschiedener Gaswerke
- 1824, 15. August, Ludwig II. von Baden, † 22. Januar 1858, Großherzog von Baden 1852–1856, überließ die Amtsgeschäfte jedoch seinem Bruder Friedrich
- 1824, 17. Oktober, Christian Pfann, † 30. November 1885 in Stuttgart, Lithograph und Fotograf
- 1825, 16. Juli, Julius Braun, † 22. Juli 1869 in München, Kunsthistoriker und Hochschullehrer
- 1825, 27. August, Émile Reutlinger, † 9. August 1907, Fotograf
- 1826, 15. Februar, Jakob Friedrich Alois Hemberger, † 15. Juni 1906, Architekt und großherzoglich badischer Baubeamter
- 1826, 16. Februar, Joseph Victor von Scheffel, † 9. April 1886, Schriftsteller (Trompeter von Säckingen; Alt-Heidelberg, du feine)
- 1826, 3. Juni, Jakob Gutman, † 22. Mai 1874 in Karlsruhe, Landtagsabgeordneter
- 1826, 24. Juni, Wilhelm Frey, † 4. Februar 1911 in Mannheim, Maler der Münchner Schule, Professor und Direktor der Großherzoglichen Gemäldegalerie in Mannheim
- 1826, 28. November, Wilhelm von Wolff, † 26. Dezember 1913 in Karlsruhe, preußischer Generalmajor
- 1826, 9. September, Friedrich I. Wilhelm Ludwig von Baden, † 28. September 1907 auf der Insel Mainau/Bodensee, Großherzog von Baden 1856–1907, zuvor 1852–1856 Regent anstelle seines Bruders Ludwig
- 1827, 15. Juli, Aloysia Schreiber, † 5. April 1880 in Lichtenthal, Zisterzienserin, Äbtissin von Lichtenthal
- 1828, 5. Januar, Emil Frommel, † 9. November 1896 in Plön, evangelischer Theologe und Volksschriftsteller
- 1828, 19. Oktober, Friedrich von Vogel, † 28. November 1889 in Karlsruhe, preußischer Generalleutnant
- 1829, 18. Dezember, Prinz Wilhelm von Baden, † 27. April 1897, preußischer und badischer General und Politiker
- 1830, 2. Februar, Karl von Grimm, † 6. April 1898, badischer Justizminister, Reichstagsabgeordneter
- 1830, 20. Juni, Leopold Heinrich, † 17. Januar 1891, Architekt
- 1830, 13. August, Auguste Netz, verheiratete Paetsch, 21. Juli 1885 in Pyrmont, Opernsängerin und Schauspielerin
- 1831, 17. Februar, Maximilian Leichtlin, † 19. Januar 1910, Botaniker
- 1832, 13. Januar, Adolf Hausrath, † 2. August 1909 in Heidelberg, Theologe und Schriftsteller
- 1832, 9. März, Karl Prinz von Baden, † 3. Dezember 1906 in Karlsruhe, Titular-Markgraf, General der Kavallerie
- 1832, 17. Mai, Heinrich Holtzmann, † 4. August 1910 in Lichtental, evangelischer Theologe
- 1832, 11. November, Adolf Williard, † 26. Februar 1923, Architekt und Baurat, Kirchenbaumeister
- 1833, 23. Januar, Ludwig von Deimling, † 15. Oktober 1906 in Baden-Baden, Generalleutnant
- 1833, 8. April, Adolf Fuchs, † 17. Oktober 1908 in Karlsruhe, Verwaltungsbeamter und Richter
- 1833, 15. April, Theodor Marx, † 26. Februar 1890 in Karlsruhe, Architekt
- 1835, 10. März, Eduard Gulat von Wellenburg, † 4. Februar 1901 in Freiburg im Breisgau, Großherzoglich-badischer Verwaltungsjurist, Geheimer Oberregierungsrat und Kammerabgeordneter
- 1835, 18. Dezember, Pauline Elisabeth von Baden, † 15. Mai 1891 in Karlsruhe, Tochter von Markgraf Wilhelm von Baden
- 1836, 27. Februar, Adolf Franz Schmidt, † 30. Januar 1917 in Heidelberg, Geologe, Metallurg und Hochschullehrer
- 1837, 14. Februar, Josef Durm, † 3. April 1919, Architekt, Bauforscher, Baubeamter und Hochschullehrer
- 1837, 10. April, Ernst Göler von Ravensburg, † 9. September 1912, Grundbesitzer, Politiker und Reichstagsabgeordneter
- 1837, 22. Februar, Leopoldine von Baden, † 23. Dezember 1903 in Straßburg, durch Heirat Fürstin zu Hohenlohe-Langenburg
- 1838, 27. April, Amélie von Reichenbach-Lessonitz, † 14. März 1912 in Frankfurt/Main, Adlige, Palais-Bauherrin in Frankfurt/Main
- 1839, 20. September, Cäcilie von Baden, † 12. April 1891 in Charkow, Ukraine, badische Prinzessin, Großfürstin von Russland
- 1839, 31. Oktober, Anton von Froben, † 13. April 1910 in Karlsruhe, preußischer General der Artillerie und Gouverneur von Metz
- 1840, 29. Februar, Theodor Leber, † 7. April 1917 in Heidelberg, Mediziner, Ophthalmologe und Hochschullehrer
- 1840, 23. November, Wilhelm Schüssele, † 4. März 1905 in Heidelberg, Stadtrat

### 1841–1860
- 1841, 2. Februar, Emil von Kessler, † 16. Mai 1895 in Baden-Baden, Unternehmer und Politiker
- 1841, 15. November, Anna Ettlinger, † 17. Februar 1934, Literaturdozentin, Schriftstellerin und Frauenrechtlerin
- 1842, 5. August, Ferdinand Keller, † 8. Juli 1922 in Baden-Baden, Maler
- 1842, 12. Oktober, Adolf Freiherr Marschall von Bieberstein, † 24. September 1912 in Badenweiler, Staatssekretär und Leiter des Auswärtigen Amtes des Deutschen Reichs (1890–97)
- 1843, 26. März, Max Föhrenbach, † 12. April 1913 in Freiburg im Breisgau, badischer Landeskommissär und Geheimer Rat
- 1843, 8. Mai, Max Boeckh, † 10. März 1913, Jurist und Politiker; 1905–13 Abgeordneter des Badischen Landtags
- 1844, 2. Juni, Robert Koelle, † 30. Mai 1926 in Karlsruhe, Politiker
- 1844, 30. August, Friedrich Ratzel, † 9. August 1904 in Ammerland am Starnberger See, Zoologe und Geograph; Begründer der Wissenschaftstheorie von der Geopolitik
- 1844, 25. November, Carl Friedrich Benz (in Mühlburg), † 4. April 1929 in Ladenburg, Ingenieur und Automobilpionier (Erfinder des ersten Automobils, 1885)
- 1844, 24. Dezember, Leopold Ettlinger; † 7. Dezember 1912, Kaufmann, Mitglied der Stadtverordnetenversammlung und des Synagogenrats Karlsruhe
- 1845, 27. Februar, Hermann Eichfeld, † 26. August 1917 in Mannheim, Landschaftsmaler
- 1845, 19. April, Adolf Föhrenbach, † 29. November 1928 in Freiburg im Breisgau, Geheimer Rat, Oberamtmann in Freiburg und Karlsruhe
- 1845, 28. Juni, Julius Lacher, Jurist und Amtmann im badischen Staatsdienst
- 1846, 19. Dezember, Karl Friedrich Otto Schuster (1846–1927), Offizier, Wetterforscher und Bürgermeister von Triberg 1895 bis 1904
- 1847, 29. März, Anna Lauter, geb. Wilser, † 28. Dezember 1926 in Karlsruhe, Präsidentin der Badischen Rot-Kreuz-Schwesternschaft
- 1847, 31. März, Hermann Volz, † 11. November 1941, Bildhauer
- 1847, 16. April, Max von Schönau-Wehr, † 21. März 1903 in Karlsruhe, preußischer Generalleutnant
- 1847, 19. August, Bertha Bayer-Braun, † 9. Juli 1909 in Hamburg, Theaterschauspielerin
- 1847, 29. November, Wilhelm Holtzmann, † 19. September 1914, badischer Oberamtmann
- 1847, 7. Dezember, Louise Kachel-Bender, † 25. Oktober 1916 in München, Theaterschauspielerin
- 1847, 17. Dezember, Gustav Ziegler, † 19. Februar 1908, Architekt des Historismus
- 1848, 11. Januar, Adolf Marschall von Bieberstein, † 13. November 1920 in Freiburg im Breisgau, badischer Außenminister
- 1848, 3. März, Max Becker, † 1. März 1896 in Lörrach, Jurist und Verwaltungsbeamter
- 1848, 25. April, Karl Hartfelder, † 7. Juni 1893 in Heidelberg, Historiker, Archivar und Pädagoge
- 1848, 21. Juli, Ferdinand Karl Roeder von Diersburg, † 2. Februar 1926, preußischer Generalmajor
- 1848, 22. September, Theodor Haas, † 8. Juli 1911 in Leipzig, Autor, Schriftleiter und Philatelist
- 1849, 18. März, Wilhelm von Seldeneck, † 3. März 1925, Unternehmer
- 1849, 26. März, Hermann Bissinger, † 11. Januar 1918 in München, Ingenieur
- 1849, 10. Juli, Max Müller, † 19. Mai 1910 in Karlsruhe, Verleger
- 1850, 4. Oktober, Franz Baer, † 3. Juli 1891 in Freiburg im Breisgau, Architekt
- 1850, 26. Oktober, Otto Nüsslin, † 2. Januar 1915 in Baden-Baden, Geheimer Hofrat, Zoologe und Forstwissenschaftler
- 1851, 25. Februar, Moritz Schröter, † 12. März 1925, Maschinenbauingenieur und Hochschullehrer
- 1851, 25. Juni, Rudolf Burckhardt, † 26. März 1914 in Karlsruhe, Baumeister des Klassizismus
- 1851, 19. Juli, Wilhelm Hack, † 23. April 1887 in Freiburg i. Br., Mediziner
- 1852, 7. Juli, Eduard von Hoffmeister, † 20. Mai 1920 in Heidelberg, preußischer Generalleutnant und Militärhistoriker
- 1853, 21. März, Berthold Deimling, † 3. Februar 1944 in Baden-Baden, preußischer General der Infanterie
- 1853, 24. März Emil Nagel, † 19. Dezember 1933 in Karlsruhe, Offizier und Afrikareisender
- 1855, 9. Februar, Franz Lipp, † 18. März 1937 in Florenz, Journalist, Jurist und Politiker
- 1855, 25. Mai, Karl von Savigny, † 6. November 1928 auf Gut Trages bei Gelnhausen, Majoratsherr, Landrat von Büren, Reichstagsabgeordneter (Zentrum)
- 1855, 8. Dezember, Wilhelm Volz, † 7. Juli 1901 in München, Maler und Grafiker
- 1856, 20. März, Ludwig Richard Conradi, † 16. September 1939 in Hamburg, freikirchlicher Missionar und Missionsdirektor
- 1856, 19. September, Conrad Sutter, † 22. Oktober 1927 in Bethel, Architekt und Grafiker
- 1856, 7. November, Karl Turban, † 5. April 1935 in Maienfeld, Mediziner
- 1857, 27. Januar, Anton Josef Beck, † 29. September 1922, Verwaltungsjurist, Reichstagsabgeordneter
- 1857, 15. Mai, Hermann Wiener, † 13. Juni 1939, Mathematiker
- 1857, 9. Juli, Friedrich II. von Baden, † 9. August 1928 in Badenweiler, Großherzog von Baden 1907–1918
- 1858, 10. April, Heinrich Cron,  † 4. August 1940 in München, Jurist, Direktor des Landesgewerbeamts Baden
- 1858, 21. November, Eduard Alois Fürst von Schönburg-Hartenstein, † 20. September 1944 in Hartenstein, österreichisch-ungarischer Generaloberst und österreichischer Verteidigungsminister
- 1859, 17. Juli, Karl Asal, † 8. November 1929, geboren in Durlach, badischer Oberamtmann
- 1860, 16. Januar, Karl Obser, † 21. Januar 1944, Historiker und Archivar; 1906–24 Direktor des Generallandesarchivs Karlsruhe

### 1861–1880
- 1861, 26. Oktober, Carl Gebhard, † 27. Dezember 1903 in Berlin, Gynäkologe und Hochschullehrer
- 1861, 10. Dezember, Elisabeth von Heyking, † 4. Januar 1925 in Berlin, Schriftstellerin und Malerin
- 1862, 2. Juni, Adolf Des Coudres, † 21. September 1924 in Fürstenfeldbruck, Landschaftsmaler
- 1862, 15. Juni, Otto Heinrich Wiener, † 18. Januar 1927 in Leipzig, Physiker und Hochschullehrer
- 1862, 7. August, Viktoria von Baden, † 4. April 1930 in Rom, Prinzessin aus dem Hause Baden und durch Ehe Königin von Schweden
- 1862, 13. November, Otto Frommel, † 13. Oktober 1930 in Berlin, Theologe, evangelischer Prediger und Publizist
- 1862, 29. November, Friedrich Klose, † 24. Dezember 1942 in Ruvigliano, Komponist
- 1863, 9. April, Clara Rosenthal, † 11. November 1941 in Jena, Kunstmäzenin, Opfer antisemitischer Verfolgung
- 1863, 20. Oktober, Hermann Beck, † 2. März 1923 in Karlsruhe, Richter
- 1865, 18. März, Gustav Wolff, † 25. Oktober 1941 in Basel, deutsch-schweizerischer Psychiater, Hochschullehrer, Autor und Übersetzer
- 1865, 19. März, August Hofmann, † 14. März 1930, badischer Oberamtmann
- 1865, 20. Juni, August Hausrath, † 15. Mai 1944 in Heidelberg, klassischer Philologe, Gymnasialdirektor
- 1865, 25. August, Hermann Levinger, † 8. Dezember 1944 in Wiesbaden, badischer Oberamtmann
- 1865, 3. Oktober, Wilhelm Beyer, † 26. Oktober 1904 in Karlsruhe, Opernsänger (Bariton) und Theaterschauspieler
- 1866, 23. März, Friedrich Weber, geboren in Daxlanden, † 16. März 1930 in Durlach, Abgeordneter der Badischen Ständeversammlung
- 1866, 17. August, Max Metzger, † 1. Juli 1941 in Kahlberg, Architekt, Gewerbeschullehrer, Kunsthistoriker und Romanautor
- 1866, 5. Oktober, Hans Hausrath, † 29. August 1945 in Freiburg im Breisgau, Forstwissenschaftler
- 1866, 1. November, Eduard Dietz, † 17. Dezember 1940 in Stuttgart, Jurist und Politiker, Landtagsabgeordneter; gilt als Schöpfer der republikanischen Verfassung des Landes Baden
- 1867, 1. Januar, Max von Holzing-Berstett, † 9. September 1936 in Bollschweil, Generalmajor
- 1867, 7. Februar, Hermann Billing, † 2. März 1946, Architekt, Designer und Hochschullehrer
- 1867, 13. September, Ernst Platz, † 17. Januar 1940 in München, Maler, Illustrator und Alpinist
- 1867, 22. September, Heinrich Kurz, † 26. Oktober 1934 in Grötzingen, Politiker, Abgeordneter des Badischen Landtags
- 1867, 28. September, Moritz Wormser, † 13. Juli 1940 in Karlsruhe, praktischer Arzt und Verfasser von Historien-Dramen
- 1867, 22. November, Hermann Kiefer, † 20. September 1946 in Heidelberg, badischer Oberamtmann und Landrat
- 1868, 18. Januar, Albert Kapferer, † 10. Januar 1918, badischer Oberamtmann
- 1868, 7. Oktober, Leopold Karl Goetz, † 2. April 1931 in Bonn, altkatholischer Geistlicher, Slawist und Professor
- 1868, 12. Dezember, Gustav Manz, † 12. April 1931 in Berlin, Journalist
- 1869, 22. Oktober, Josef Ettlinger, † 2. Februar 1912 in Frankfurt am Main, Literaturhistoriker, Kritiker, Journalist und Übersetzer
- 1870, 7. April, Gustav Landauer, Politiker, Publizist und Schriftsteller, Anarchopazifist, Mitglied der Münchner Räteregierung, ermordet am 2. Mai 1919 in München
- 1870, 31. Mai, Alfred Tritscheler, † 14. Februar 1935 in Rastatt, Jurist und Landrat
- 1870, 21. August, Wilhelm Kolb, † 18. April 1918, badischer Landtagsabgeordneter
- 1870, 23. September, Karl Schneider, † 30. April 1941 in Freiburg im Breisgau, Jurist, Richter und Präsident des Badischen Verwaltungsgerichtshofs
- 1871, 1. Februar, Heinrich Löhlein, † 2. März 1960 in Herrsching am Ammersee, Vizeadmiral
- 1871, 19. Mai Karl Helm, † 9. September 1960 in Marburg, Mediävist, Volkskundler, Hochschullehrer und -rektor
- 1871, 3. Oktober, Hermann Schweitzer, † 25. Juni 1933, Kunsthistoriker
- 1872, 6. Februar, Alfred Mombert, Schriftsteller und Lyriker, † 8. April 1942 nach der Freilassung aus der KZ-Haft in Winterthur/Schweiz
- 1872, 11. Mai, Maximilian Bayer, † 25. Oktober 1917 bei Nomeny, Offizier und Gründer der deutschen Pfadfinderbewegung
- 1872, 22. Juni, Clara Faisst, † 22. November 1948, Komponistin, Musikpädagogin, Pianistin und Dichterin
- 1872, 13. August, Richard Martin Willstätter, † 3. August 1942 in Muralto bei Locarno, Chemiker, Nobelpreisträger 1915
- 1872, 19. Dezember, Emil Ettlinger, † 12. September 1943 in England, Bibliothekar
- 1873, 21. Mai, Sigmund Seeligmann, † 31. Oktober 1940 in Amsterdam, jüdischer Gelehrter, Historiker und Bibliograf
- 1873, 22. Mai, Karl Grosse, † 17. Dezember 1963 in Wissen/Sieg, Maschinenbauingenieur und Unternehmer
- 1873, 24. Juli, Franz Keller, † 6. Juni 1944 in Freiburg im Breisgau, Moraltheologe und Hochschullehrer
- 1873, 4. Oktober, Else Blankenhorn, † 20. November 1920 in Konstanz, Malerin
- 1874, 20. Mai, Albert Lehr, † 1960 in Nürnberg, Architekt
- 1874, 5. Juli, Eugen Fischer, † 9. Juli 1967 in Freiburg im Breisgau, Professor für Anthropologie und Rassenhygieniker
- 1874, 6. Mai, Hans-Adalbert von Stockhausen, † 10. Mai 1957 Burg Trendelburg, Generalmajor und Abgeordneter des Provinziallandtages der Provinz Hessen-Nassau
- 1876, 7. Juni, Erwin Carlé, Pseudonym Erwin Rosen, † 21. Februar 1923 in Hamburg, Schriftsteller und Journalist
- 1876, 22. Juni, Hermann Binz, † 15. November 1946 in Karlsruhe, Bildhauer und Keramiker
- 1876, 28. August, Dora Horn-Zippelius, † 17. Februar 1967, Malerin
- 1876, 9. November, Paul Mombert, † 8. Dezember 1938 in Stuttgart, Nationalökonom, Hochschullehrer
- 1877, 11. März, Klara Philipp, geborene Elbs, † 19. Januar 1949 in Konstanz, Journalistin, Politikerin (Zentrum), Mitglied des Reichstags in Weimar
- 1877, 29. März, Walter von Gulat-Wellenburg, † 1. August 1944 in Irschenhausen, Neurologe und Psychiater
- 1877, 3. Juli, Friedrich Max Trautz, † 6. April 1952, Japanologe
- 1877, 13. Oktober, Wilhelm Link, † 14. Mai 1959 in Pforzheim, Maler, Grafiker und Bildhauer
- 1877, 12. November, Hermann Finke, † 8. Januar 1947 in Heidelberg, Bibliothekar und Epigraphiker
- 1878, 26. Februar, Martin Müller, † 12. Januar 1960 in München, Mediziner, Medizinhistoriker und Hochschullehrer
- 1878, 14. März, Erich Blankenhorn, † 15. Januar 1963 in Badenweiler, Offizier und Leiter des Badischen Armeemuseums in Karlsruhe
- 1878, 10. Juli, Johanna Wollf-Friedberg, † unbekannt, Lyrikerin und Liedkomponistin
- 1878, 9. September, Fritz Gutsch, † 23. März 1971 in Friedberg (Hessen), Fußballspieler
- 1878, 29. September, Heinrich Köhler, † 6. Februar 1949, Staatspräsident von Baden 1923–24 und 1926–27
- 1878, 11. Oktober, Karl Hofer, † 3. April 1955 in Berlin (West), Maler
- 1878, 26. November, Friedrich Stockinger, † 4. Januar 1937 in St. Georgen, badischer Minister für Kultus und Unterricht
- 1879, 26. Januar, Manfred Faber, † 15. Mai 1944 im KZ Auschwitz, Architekt
- 1879, 2. Februar, Karl Linnebach, † 1961, Militärhistoriker
- 1879, 29. März, Josef Heinrich, † 15. November 1955, Politiker, 1945 kommissarischer Bürgermeister von Karlsruhe
- 1879, 18. April, Johanna Kappes, † 1933, Ärztin
- 1879, 4. Oktober, Friedrich Karl Müller-Trefzer, † 13. Januar 1960 in Baden-Baden, Ministerialbeamter
- 1879, Bernarda Geiler, † 20. September 1947 in Lichtenthal, Zisterzienserin, Äbtissin von Lichtenthal
- 1880, 4. Februar, Arthur Zacharias Schwarz, gestorben 16. Februar 1939 in Jerusalem, österreichischer Rabbiner und Kodikologe (Handschriftenkundler)
- 1880, 12. März, Karl Willy Straub, † 20. April 1971 in Saarbrücken, Schriftsteller
- 1880, 19. März, Max Theodor Trautz, † 19. August 1960, Chemiker
- 1880, 21. März, Rahel Straus, † 15. Mai 1963 in Jerusalem, Pionierin des Frauenstudiums, Ärztin und Zionistin
- 1880, 2. Mai, Wilhelm Reinhold Valentiner, † 6. September 1958 in New York, deutsch-amerikanischer Kunsthistoriker und Museumsleiter
- 1880, 13. November, Alfred Schmidt, † 14. Juni 1956 in Bad Reichenhall, Politiker, Oberbürgermeister der Stadt Mülheim an der Ruhr
- 1880, Eugen Seybold, † 18. Dezember 1943 in München, Sportfunktionär

### 1881–1900
- 1881, 9. Februar, Magdalena Neff, † 19. Juli 1966 in Ehingen, erste approbierte Apothekerin Deutschlands
- 1881, 20. April, Leopold Rückert, † 11. November 1942, Politiker (SPD)
- 1882, 2. April, Hans Brasch, † 13. Mai 1973 in Murrhardt bei Stuttgart, Maler und Vertreter des Expressionismus
- 1882, 10. Juni, August Ludwig Schmitt, † 24. November 1936 in Stuttgart, Maler und Grafiker
- 1882, 13. Juli, Walther Berblinger, † 10. April 1966 in Muri bei Bern, Pathologe und Hochschullehrer
- 1882, 6. September, Max Bräuner, † 9. Dezember 1966 in Lüneburg, Psychiater, der während der Zeit des Nationalsozialismus an Euthanasieverbrechen beteiligt war
- 1882, 30. Oktober, August Kratt, † 7. Oktober 1969 in Radolfzell, Kaufmann, kommissarischer Bürgermeister von Radolfzell
- 1882, 18. Dezember, Karl Wahl, † 6. November 1943 in Straßburg, Bildhauer
- 1883, 11. April, Fritz Freiherr Marschall von Bieberstein, † 17. Oktober 1939 in Freiburg im Breisgau, Staatsrechtslehrer
- 1883, 12. April, Otto Bartning, † 20. Februar 1959 in Darmstadt, Architekt; in Karlsruhe erbaute er u. a. die Friedenskirche und das Franz-Rohde-Haus
- 1883, 18. Juni, Karl-Friedrich Schweickhard, † 5. Juli 1968 in Königstetten-Sommerzell im Schwarzwald, Offizier, zuletzt General der Flieger
- 1883, 16. Oktober, Karl Dees, † 19. Dezember 1967, Mitglied des Badischen Landtags
- 1884, 28. Februar, Otto Hörner, † 20. Januar 1945 in Ettlingen, Schlosser und Kioskbesitzer, Gerechter unter den Völkern
- 1884, 19. Mai, Ludwig Schmieder, † 22. Dezember 1939 in Heidelberg, Bauingenieur, Architekt und Fachbuchautor
- 1884, 8. Oktober, Walter von Reichenau, † 17. Januar 1942 auf dem Lufttransport von Poltawa nach Lemberg, Generalfeldmarschall
- 1884, 30. Oktober, Willy Andreas, † 10. Juli 1967 in Konstanz, Historiker
- 1885, 19. Januar, Willi Münch-Khe, † 19. Dezember 1960, Bildhauer
- 1885, 19. Mai, Max Schwarze, † 5. April 1951 in Goch, Fußballspieler
- 1885, 5. Juni, Rudolf Kircher, † 27. September 1954 in Stuttgart, Journalist und Schriftsteller
- 1885, 24. September, Walter Seiz, † 27. Oktober 1966 in München, Elektrotechniker und Hochschullehrer
- 1885, 11. Oktober, Otto Homburger, † 19. Mai 1964 in Bern, deutsch-schweizerischer Kunsthistoriker
- 1886, 22. März, Karl Ruppert, † 13. Dezember 1953 in Freiburg im Breisgau, Offizier und Archivar
- 1886, 16. September, Winold Reiss, † 29. August 1953 in New York City, deutsch-amerikanischer Porträtmaler, Illustrator und Designer
- 1886, 17. September, Otto Gmelin, † 22. November 1940 in Bensberg, Schriftsteller
- 1886, 9. Dezember, Ernst Hollstein, † 9. August 1950, Fußballspieler
- 1887, 25. Februar, Raphael Straus, † 3. Mai 1947 in New York, Historiker
- 1887, 22. März, Siegfried Gräff, † 2. November 1966 in Burgberg, Mediziner und Hochschullehrer
- 1887, 26. April, Richard Fuchs, 22. September 1947 in Wellington/Neuseeland, Komponist und Architekt
- 1887, 20. Mai, Heinrich Wahl, † 5. Februar 1960 in Stuttgart, Bildhauer
- 1887, 9. August, Wilhelm Printz, † 23. Februar 1941 in Halle (Saale), Indologe und Bibliothekar
- 1887, 26. September, Robert Volz, † 17. Januar 1958 in Karlsruhe, Schriftsteller, Filmemacher und Dramaturg
- 1887, 27. September, Karl Wegele, † 14. November 1960, Fußballspieler
- 1888, 5. Januar, Fritz Förderer, † 6. Dezember 1952 in Weimar, Fußballspieler
- 1888, 27. Februar Carl Lautenschläger, † 6. Dezember 1962, Chemiker und Mediziner
- 1888, 7. Mai, Roman Großmann, † 2. November 1962 in Überlingen, Politiker
- 1888, 8. Mai, Peter Stark, † 9. November 1932 in Frankfurt am Main, Botaniker und Hochschullehrer
- 1888, 21. Juli, Hermann Leibold, † 23. November 1957, Fußballspieler
- 1888, 12. November, Max Breunig, † 4. Juli 1961 in Pforzheim, dt. Fußballspieler, dt. Fußballmeister 1910, Olympiateilnehmer 1912 in Stockholm, Fahnenträger der dt. Mannschaft
- 1888, 13. Dezember, Julius Kaspar, † 15. Juni 1922 in Pforzheim, Maler und Grafiker
- 1889, 17. Februar, Franz Heidelberger, † 21. Dezember 1971 in Karlsruhe, Ministerialbeamter
- 1889, 3. Mai, Gottfried Fuchs, † 25. Februar 1972 in Montreal, Fußballspieler
- 1889, 5. September, Adolf Firnrohr, † 8. Oktober 1914 in Meurchin, Fußballspieler
- 1889, 23. Oktober, Frieda Fromm-Reichmann, † 28. April 1957 in Rockville (Maryland), amerik. Ärztin und Psychoanalytikerin
- 1889, 12. November, Hans Otto Schönleber, † 20. Juni 1930 in Stuttgart, Maler, Grafiker und Mediziner
- 1889, 16. November, Emil Oberle, † 25. Dezember 1955, Fußballspieler
- 1890, 12. Januar, Otto Groß, † 16. Oktober 1964, Schwimmer
- 1890, 8. März, Friedrich Metz, † 24. Dezember 1969 in Freiburg im Breisgau, Geograph und Landeskundler
- 1890, 24. Mai, Hermann Kächele, † 13. August 1914 in Bréchaumont (Elsass), Fußballspieler
- 1890, 30. Juni, Adolf Dell, † 9. September 1977 in Düsseldorf, Fußballspieler, Schauspieler und Maler
- 1890, 16. Juli, Otto Schneider, † 19. Juni 1946, Bildhauer und Keramiker
- 1890, 8. November, Willi Müller-Hufschmid, † 4. April 1966 in Karlsruhe, Maler; Vertreter der Neuen Sachlichkeit
- 1891, 21. März, Helmuth Gmelin, † 18. Oktober 1959 in Hamburg, Schauspieler und Theaterleiter
- 1891, 21. November, Karl Hubbuch, † 26. Dezember 1979, Kunstprofessor
- 1891, 2. Dezember, Friedrich Töpper, † 29. Juni 1953, Politiker (SPD), Landtagsabgeordneter
- 1892, 12. Januar, Hedwig Küthmann, † April 1967, Archäologin
- 1892, 22. Januar, Hans Wolf, † 3. Juli 1972 in Coburg, Politiker (FDP), Mitglied des Bayerischen Landtages
- 1892, 28. Juni, Hermann Kürz, † 3. März 1941 in Pforzheim, 1933 bis 1941 Oberbürgermeister von Pforzheim
- 1892, 30. Juni, Franz Hein, † 26. März 1976 in Jena, in Grötzingen geborener Chemiker und Hochschullehrer
- 1892, 24. Juli, Hanns Ludwig Katz, † 17. November 1940 in Johannesburg, expressionistischer Maler und Grafiker
- 1893, 19. Juli, Elisabeth Joest, † nach 1927, Schriftstellerin
- 1893, 17. August, Luitgard Schneider, † 2. Dezember 1972 in Rastatt, Ärztin und Landtagsabgeordnete
- 1893, 28. November, Helene von Heyden. † 26. Juli 1940 in Grafeneck, von den Nationalsozialisten ermordete Malerin
- 1894, 1. Januar, Eduard Wenck, † 16. Mai 1954 in Berlin-Schöneberg, Schauspieler
- 1894, 26. Mai, Erwin Kraus, † 11. August 1966 in München, Politiker (NSDAP)
- 1894, 24. Juni, Franz Xaver Schmerbeck, † 22. Juni 1973, Landrat in Buchen
- 1894, 16. Juli, Friedrich Leibbrandt, † 15. Januar 1960 in Freiburg im Breisgau, Chemiker, Manager und Politiker, Landtagsabgeordneter, badischer Wirtschaftsminister
- 1894, 27. August, Kurt Bürger alias Karl Wilhelm Ganz, † 28. Juli 1951 in Schwerin, Ministerpräsident von Mecklenburg (1951)
- 1894, 29. Dezember, Friedrich Maier, † 14. Dezember 1960 in Freiburg im Breisgau, Politiker (SPD), Bundestagsabgeordneter
- 1896, 4. Februar, Friedrich Hund, † 31. März 1997 in Göttingen, bedeutender Atomphysiker und Begründer der Hundschen Regeln
- 1896, 30. April, Hans Schiff, † 8. Dezember 1937 in Butowo, Kommunist und deutsch-sowjetischer Journalist
- 1896, 18. Mai, Adolf Rübe, † 23. Juni 1974 in Karlsruhe, Kriminalsekretär, SS-Hauptscharführer und verurteilter Kriegsverbrecher
- 1896, 10. Juli, Erna Seremi, † 8. Februar 1980 in Mannheim, Sopranistin
- 1896, 16. Juli, Werner Max Moser, † 19. August 1970 in Zürich, Schweizer Architekt und Professor an der ETH Zürich
- 1897, 13. April, Hermann Veit, † 15. März 1973, Politiker (SPD), MdB, MdL (Baden-Württemberg), Oberbürgermeister von Karlsruhe, Wirtschaftsminister von Württemberg-Baden und Baden-Württemberg
- 1897, 21. Juli, Olga Freiin von Lersner, † 8. Juli 1978 in Reutlingen, Krankenschwester
- 1897, 9. September, Friedrich Kiefer, † 18. April 1985 in Konstanz, Biologe, Zoologe und Pädagoge
- 1898, 9. Februar, Franz Gurk, † 12. Juli 1984, Politiker (CDU)
- 1898, 17. März, Hans-Dietrich Siebert, † 14. Oktober 1953 in Karlsruhe, Archivar
- 1898, 9. Mai, Willi Rieple, † 17. August 1983 in Mühlheim, Politiker (SPD)
- 1898, 17. Juli, Hermann Goetz, † 8. Juli 1976 in Heidelberg, Kunsthistoriker, indische Kunst
- 1898, 3. September, S. H. Foulkes, ursprünglich Siegmund Heinrich Fuchs, † 8. Juli 1976 in London, deutsch-britischer Psychiater und Psychoanalytiker
- 1898, 15. Oktober, Günther Ramin, † 27. Februar 1956 in Leipzig, Organist, Cembalist, Chorleiter und Komponist
- 1899, 15. Juli, Arthur Lämmlein, † 17. April 1964 in Freiburg im Breisgau, Bauingenieur
- 1899, 18. August, Philipp Herrmann, † 19. September 1968 in Karlsruhe, Maler und Restaurator
- 1899, 12. Dezember, Konstantin Schäfer, † 26. April 1978 in Neuenburg am Rhein, Pädagoge und Heimatforscher
- 1900, 18. März, Gustav Heller, † 8. Juli 1977, Widerstandskämpfer gegen den Nationalsozialismus, Landtagsabgeordneter
- 1900, 23. Mai, Hans Frank, † 16. Oktober 1946 in Nürnberg (hingerichtet), führender Jurist der NSDAP, Generalgouverneur von Teilen Polens

## 20. Jahrhundert

### 1901–1910
- 1901, 22. Januar, Hans Erich Apostel, † 30. November 1972 in Wien, Komponist der 12-Ton-Musik (Kubiniana; Klaviervariationen)
- 1901, 31. Januar, Marie-Luise Kaschnitz, † 10. Oktober 1974 in Rom (Italien), Schriftstellerin
- 1901, 4. Februar, Fritz Plattner, † 10. April 1960 in Karlsruhe, Politiker (NSDAP)
- 1901, 3. März, Otto Müller, † 10. Februar 1956 in Salzburg, österreichischer Verleger
- 1901, 11. März, Rudolf Allgeier, † 28. März 1988 in Müllheim, Baden, Lehrer und NSDAP-Funktionär
- 1901, 31. Mai, Friedrich Werber, † 4. Januar 1981 in Karlsruhe, Politiker (CDU)
- 1901, 20. August, Gerth Biese, † 11. März 1980 in Tübingen, Maler der klassischen Moderne
- 1901, 28. Dezember, Karl Klotter, † 20. September 1984 in Karlsruhe, Ingenieurwissenschaftler und Bauingenieur
- 1902, 3. Juni, Hans Riehm, † 29. August 1984 in Mosbach (Baden), Agrikulturchemiker und Bodenkundler auf Augustenberg
- 1902, 28. August, Otto Neumann, † 12. April 1990 in Mannheim, Leichtathlet, Sportlehrer und Trainer
- 1903, 3. Januar, Alfred Rapp, † August 1991, Journalist
- 1903, 9. Januar, Eugen Seiterich, † 3. März 1958 in Freiburg i. Br., Erzbischof von Freiburg 1954–1958
- 1903, 21. Februar, Martin Weiss, † 30. September 1984 in Karlsruhe, SS-Hauptscharführer
- 1903, 11. März, Otto Faist, † Februar 1946 in Kowel, Sowjetunion, Leichtathlet und Fußballtrainer
- 1903, 7. April, Anton Schwan, † 11. Februar 1964 in Tauberbischofsheim, Landtagsabgeordneter
- 1903, 3. Juli, Eugen Kopp, † 11. August 1993, Pädagoge, Geräteturn-Trainer und Turnerbund-Funktionär
- 1903, 23. Juli, Willi Häfner, † 10. Oktober 1963 in Stuttgart, Landtagsabgeordneter
- 1903, 18. Oktober, Lina Radke, † 14. Februar 1983 in Karlsruhe, Olympiasiegerin im 800-Meter-Lauf
- 1904, 24. April, Max Himmelheber, † 17. Dezember 2000 in Baiersbronn, Erfinder der Spanplatte
- 1904, 4. Mai, Wilhelm Schleiermacher, † 25. Februar 1977 in Heidelberg, Altphilologe und Provinzialrömischer Archäologe
- 1904, 18. Juni, Otto Katz, † 8. Juni 1976 in Freiburg i. Br., evangelischer Pfarrer, Dekan des Kirchenbezirks Freiburg
- 1904, 5. Juli, Ludwig Seiterich, † 1. August 1979 in Freiburg i. Br., Landrat
- 1904, 9. Juli, Heinrich Köhler-Helffrich, † 2. Februar 1960 in Lenzkirch, Opern- und Festspielintendant
- 1904, 1. Oktober, Otto Hafner, † 26. Oktober 1986 in Karlsruhe, Ingenieur, NS-Gegner, Gerechter unter den Völkern
- 1904, 5. November, Hans Haas, † 16. April 2003 in Seewald-Besenfeld, Mykologe
- 1905, 13. März, Wolfgang Müller, † 15. März 1983 in Freiburg i. Br., Kirchenhistoriker
- 1905, 5. April, Otto Wetzel, † 29. März 1982 in Bonn, Politiker (NSDAP)
- 1905, 21. Dezember, Alfredo Bortoluzzi, † 20. Dezember 1995 in Peschici, Tänzer, Choreograf und Bühnenbildner
- 1906, 24. Januar, Robert Weber, † 17. August 1987 in Heidelberg, Jurist, Politiker, Oberbürgermeister von Heidelberg
- 1906, 9. März, Eugen Walter, † 14. Oktober 1999 in Freiburg i. Br., katholischer Theologe und Geistlicher
- 1906, 21. März, Harald von Koenigswald, † 16. Oktober 1971 in Deidesheim, Schriftsteller
- 1906, 20. Mai, Ellen Auerbach, † 30. Juli 2004 in New York, Fotokünstlerin
- 1906, 8. September, Adolf Jäger, † 13. August 1996 in Neustadt an der Weinstraße, Politiker (NSDAP)
- 1906, 8. September, Oskar Herterich, † 13. November 1978 in Ulm, Ingenieur
- 1906, 16. September, August Dosenbach, † 21. Oktober 1933 in Knielingen, Widerstandskämpfer (KPD)
- 1906, 13. Oktober, Albert Kolb, † 14. September 1990 in Hamburg, Geograph, Präsident der Westdeutschen Rektorenkonferenz
- 1906, 6. November, Franz Doll, † unbekannt, Reichstagsabgeordneter (KPD)
- 1907, 5. April, Erwin Huber, † 23. Mai 2003 in München, Leichtathlet
- 1907, 24. Juli, Lotte Hofmann, † 3. November 1981 in Schwäbisch Hall, Textilkünstlerin
- 1907, 22. Oktober, Kurt Stengel, † 20. Juni 2001 in Karlsruhe, Leiter der Stadtwerke Karlsruhe
- 1908, 30. Januar, Bernhard Schroth, 7. Dezember 1986 in Gaggenau, Politiker (SPD)
- 1908, 6. März, Wolfgang Joho, † 13. Februar 1991 in Kleinmachnow, Schriftsteller
- 1908, 18. April, Franz Anselm Schmitt, † 20. September 1978 in Düsseldorf, Bibliothekar, Direktor der Badischen Landesbibliothek
- 1908, 19. April, Joseph Keilberth, † 20. Juli 1968 in München, Konzert- und Operndirigent
- 1908, 31. Mai, Hans Himmelheber, † 27. November 2003 in Heidelberg, Ethnograph und Ethnologe
- 1908, 12. August, Richard Jörg, † September 1992 in Konstanz, Architekt, Entwürfe für katholische Kirchenbauten der Moderne
- 1908, 24. September, Hans Erwin von Spreti-Weilbach, † 30. Juni 1934 in München-Stadelheim, Politiker (NSDAP) und in führender Funktion bei der SA
- 1908, 6. Oktober, Josef Schmidt, † 28. Juli 1979 in Emmendingen, Politiker (SPD), MdL Baden-Württemberg und Bürgermeister von Teningen
- 1909, 25. Januar, Karl Hasel, † 20. Februar 2001 in Freiburg i. Br., Forstwissenschaftler
- 1909, 21. April, Wolfgang Müller-Stoll, † 16. April 1994 in Potsdam, Botaniker
- 1909, 21. Juni, Friedrich Bassler, † 7. September 1992 in Freiburg i. Br., Wasserbauingenieur
- 1909, 4. November, Fritz Ermarth, † 27. Juli 1948, Intendant von Radio Stuttgart
- 1909, 7. Dezember, Lothar Rothschild, † 27. März 1974 in St. Gallen, Schweizer Rabbiner
- 1910, 13. Juni, Charlotte Serda, † 13. Januar 1981 in Berlin, Schauspielerin, Journalistin und Fotografin
- 1910, 16. Juli, Fritz Müller, † 3. Juli 1984 in Karlsruhe, Fußballspieler
- 1910, 5. August, Kurt Dörflinger, † 6. Januar 1986 in Estorf, Komponist (Ganz leis’ erklingt Musik)
- 1910, 30. August, Hugo Fink, † 5. Juni 1986 in Augsburg, Volkswirt, Politiker (CSU) und Staatssekretär

### 1911–1920
- 1911, 20. Oktober, Gerd Grimm, † 28. Mai 1998 in Freiburg im Breisgau, Modezeichner und Grafiker
- 1912, 20. März, Wilhelm Möhler, † 9. Juli 1891 in Vallendar, Generalrektor der Pallottiner
- 1912, 5. Juni, Karl Möhler, ordentlicher Professor für Ingenieurholzbau und Baukonstruktionen
- 1912, 16. November, Chaim Seeligmann, † 29. September 2009 in Givat Brenner, Historiker und Pädagoge
- 1913, 9. August, Kurt Müller-Graf, † 10. August 2013 in Karlsruhe, Schauspieler und Festspielintendant
- 1913, 30. August, Wolfgang Schmidt-Weiß, † nach 1965, Pianist und Musikwissenschaftler
- 1914, 25. Januar, Albrecht Achilles, † 27. September 1943 im Atlantischen Ozean nahe Salvador da Bahia, Offizier der Kriegsmarine
- 1914, 5. Februar, Franz Ahl, † 28. August 2016, Fußballspieler
- 1914, 28. September, Walter Bleines, † 2. Oktober 1974 in Karlsruhe, Wasserbauingenieur
- 1914 3. Oktober, Leopold Ettlinger, † 23. August 2008 in Zürich, Schweizer Mikrobiologe und Hochschullehrer
- 1914, 14. Oktober, Hanne Landgraf, † 19. Januar 2005 in Karlsruhe, Politikerin (SPD), Landtagsabgeordnete, Ehrenbürgerin von Karlsruhe
- 1915, 14. Februar, Otto Klenert, † 7. Januar 1993 in Bad Friedrichshall, Bürgermeister von Bad Friedrichshall, Landtagsabgeordneter
- 1915, 8. Mai, Theodard Leitz, † 27. Februar 1999, katholischer Ordensgeistlicher, Bischof von Dourados in Brasilien
- 1915, 28. Juli, Lore Hummel, † 6. November 1997 in Neustadt an der Donau, Kinder-/Bilderbuchillustratorin und -autorin
- 1917, 9. Mai, Albrecht Hege, † 16. August 2017 in Heilbronn, evangelischer Theologe
- 1917, 13. August, Gerhard Bassler, † 25. Oktober 2000 in Karlsruhe, Maler
- 1917, 23. September, Dietrich Lang, † 8. August 2007 in Neu-Ulm, Jurist und Politiker, Oberbürgermeister der Stadt Neu-Ulm
- 1918, 1. Juni, Hans Merkle, † 10. Mai 1993 in Großburgwedel, Fußballtrainer
- 1918, 19. Dezember, Eva-Maria Czakó, † 16. Juni 2012 in Berlin, wissenschaftliche Fotografin
- 1919, 11. Januar, Bert Jäger, † 2. Mai 1998 in Freiburg im Breisgau, Kunstmaler, Gebrauchsgrafiker, Fotograf und Schriftsteller
- 1919, 9. Februar, Hans A. Krässig, † 5. September 2004, Chemiker
- 1919, 9. Oktober, Werner Groh, † 23. März 2011 in Karlsruhe, Architekt
- 1919, 20. Oktober, Max Oppenheimer, † 15. August 1994 in Wiesloch, Publizist, Historiker, Gewerkschafter und Politiker
- 1920, 11. Februar, Otto Dullenkopf, † 10. Juli 2007 in Karlsruhe, Politiker (CDU), Landtagsabgeordneter, Oberbürgermeister von Karlsruhe
- 1920, 9. Juni, Joachim Israel, † 15. Mai 2001 in Halmstad, Schweden, deutsch-schwedischer Sozialwissenschaftler
- 1920, 19. September, Willi Weigelt, † 28. Oktober 2002 in Pforzheim, Politiker (SPD), Oberbürgermeister der Stadt Pforzheim
- 1920, 13. Dezember, Max Scheifele, † 9. Oktober 2013, Forstbeamter und -wissenschaftler sowie Historiker
- 1920, 16. Dezember, Trudpert Müller, † 1. August 1991 in Karlsruhe, Jurist und Politiker, Regierungspräsident

### 1921–1930
- 1921, 4. Juli, Martin Matschinsky, † 24. Januar 2020 in Berlin, Bildhauer
- 1922, 14. Januar, Gerhart von Gierke, † 28. Juni 2003 in München, Physiker
- 1922, 25. Januar, Kurt Kranich, Journalist und Buchautor
- 1922, 7. Juni, Kurt Ehrmann, † 2. August 2013 in Karlsruhe, Fußballspieler
- 1922, 6. September, Wolfgang Hofmann, † 19. März 2003 in Mannheim, Geiger, Komponist und Dirigent
- 1922, 6. November, Walter Brendel, † 29. August 1989 in München, Experimentalchirurg (setzte erstmals die Schockwellenbehandlung zur Zertrümmerung von Nieren- und Gallensteinen ein)
- 1922, 30. November, Jona Rosenfeld, † 26. Dezember 2023 in Jerusalem, deutsch-israelischer Sozialpädagoge, Psychoanalytiker und Hochschullehrer
- 1923, 25. März, Oskar Fehrenbach, † 26. Dezember 2016 in Freiburg im Breisgau, Journalist, Chefredakteur der Stuttgarter Zeitung
- 1923, 16. April, Benedikt Schwank, † 14. Oktober 2016 in Beuron, Benediktinermönch und emeritierter Professor für Neues Testament und Biblische Archäologie
- 1923, 24. Mai, Erna-Maria Geier, † 18. Oktober 1994 in Waldbrunn/Odenwald, Politikerin (CDU)
- 1923, 4. Juni, Rudolf Metz, † 18. Oktober 1991, Geologe
- 1923, 28. Juni, Bernhard Kirchgässner, † 2007, Historiker und Wirtschaftswissenschaftler
- 1923, 14. August, Paul Wehrle, † 11. Februar 2013 in Karlsruhe, Musikpädagoge und Chorleiter
- 1923, 3. September, Herbert Binkert, † 4. Januar 2020, Fußballspieler
- 1923, 10. September, Rolf Bossi, † 22. Dezember 2015 in Düsseldorf, Jurist und Publizist
- 1924, 9. September, Bernd Josef Ottnad, † 4. September 2002 in Freiburg im Breisgau, Historiker und Archivar
- 1924, 11. November, Hans Müller-Wiedemann, † 12. Dezember 1997 in Filderstadt, Arzt und Heilpädagoge
- 1924, 29. November, Chlodwig Beck, † 9. Mai 2011 in Freiburg im Breisgau, HNO-Arzt und Hochschullehrer
- 1925, 22. Mai, Karl-Heinz Lindenberger, † 2012, Kernphysiker und Hochschullehrer
- 1925, 11. Juli, Lothar Götz, † 17. April 2018, Architekt und Hochschullehrer
- 1925, 12. August, Werner Nachmann, † 21. Januar 1988 in Karlsruhe, Vorsitzender des Zentralrats der Juden von 1969 bis 1988
- 1925, 25. August, Dagi Kieffer, † 26. Januar 2021 in Wachenheim, Vorsitzende des Stiftungsrats der Stiftung Ökologie & Landbau
- 1925, 28. August, Hans Krause-Wichmann, † 22. Juni 2007 in Saarbrücken, Ruderer
- 1925, 2. September, Inge Herbrecht, † 15. April 2012 in Berlin, Schauspielerin
- 1926, 28. Januar, Harry Ettlinger, † 21. Oktober 2018 in Rockaway (New Jersey), deutschamerikanischer Veteran des Zweiten Weltkriegs
- 1926, 26. Juni, Annette Schleiermacher, † 19. April 2024 in München, Schauspielerin
- 1926, 21. Juli, Marianne Zink, † 9. Juli 2018, Schriftstellerin
- 1926, 17. November, Oswald „Ossi“ Traub, † 17. Mai 2020 in Karlsruhe, Fußballspieler
- 1927, 9. Februar, Rainer Maria Gerhardt, † 27. Juli 1954 in Karlsruhe, Schriftsteller, Verleger und Übersetzer
- 1927, 7. Juli, Harry Friedauer, † 14. Oktober 1985 in Marzling, Operettensänger
- 1927, 30. September, Hanna Meyer-Moses, jüdische Zeitzeugin der Judenverfolgung
- 1927, 1. November, Paul Niedermann, † 10. Dezember 2018 in Paris, Überlebender des Holocaust, Zeitzeuge der nationalsozialistischen Judenverfolgung
- 1928, 8. April, Alexander Rumpf, † 1. Dezember 1980 in Remscheid, Dirigent, Generalmusikdirektor in Remscheid
- 1928, 23. Dezember, Klaus Finck, Buchautor
- 1928, 25. Dezember, Kurt Sommerlatt, † 8. Februar 2019 in Karlsruhe, Fußballspieler und -trainer
- 1929, 27. März, Peter Menke-Glückert, † 7. September 2016, Ministerialbeamter
- 1929, 7. April, Eva Renate Schmidt, evangelische Theologin und Organisationsberaterin
- 1929, 19. Juni, Dieter Schaller, † 11. Juli 2003 in Oedekoven, Mediävist und Mittellateinischer Philologe
- 1929, 16. Juli, Hans Christoph Wolf, † 26. Juni 2020 in Murnau am Staffelsee, Experimentalphysiker, Hochschullehrer
- 1929, 4. August, Georg Himmelheber, † 1. September 2024 in München, Kunsthistoriker
- 1929, 26. August, Walter Helmut Fritz, † 20. November 2010 in Heidelberg, Schriftsteller
- 1930, 10. März, Gunther Wolf, Historiker
- 1930, 13. April, Günter Dietz, † 13. Mai 2017 in Heidelberg, Altphilologe, Dichter und Übersetzer aus dem Neugriechischen
- 1930, 21. Oktober, Gerhard Seiler, † 1. Juli 2025, Politiker (CDU), Bürgermeister 1977–83, Landtagsabgeordneter 1980–84, Erster Bürgermeister 1983–86, Oberbürgermeister 1986–98, Präsident des Deutschen Städtetags 1995–97
- 1930, 16. November, Horst Heine, † 22. Juni 2015, Arzt und Kardiologe, Direktor des Zentralinstituts für Herz-Kreislaufforschung der Akademie der Wissenschaften der DDR

### 1931–1940
- 1931, 6. April, Heinrich O. Wörner, † 1. Juni 2008 in Baden-Baden, Architekt
- 1931, 7. Dezember, Gustav Adolf Benrath, † 5. November 2014 in Ladenburg, evangelischer Kirchenhistoriker
- 1931, 27. Dezember, Wolfram Meyer, † 13. Juni 2000, Politiker (CDU)
- 1932, Peter Sulzer, † 18. Dezember 2019, Architekt, Hochschullehrer und Autor
- 1932, 12. März, Ursula Laquay-Ihm, Malerin und Objektkünstlerin
- 1932, 25. Juli, Jürgen Wittdorf, † 2. Dezember 2018 in Berlin, Maler und Grafiker
- 1932, 28. Oktober, Rüdiger Beile, † 1. Juni 2023 in Wertheim, ev. Pfarrer, Jugendleiter und Theologe
- 1932, 2. September, Max Schwall, † 9. März 2025, Fußballspieler, Olympiateilnehmer und Verwaltungsleiter des Karlsruher Hochbauamtes
- 1933, 24. März, Adolf Theis, † 24. Dezember 2013 in Berlin, Jurist und Präsident der Universität Tübingen 1972–1995
- 1933, 11. Mai, Dieter Heß, † 24. Juli 2021, Botaniker
- 1933, 4. August, Lothar Knörzer, Leichtathlet, Bronzemedaillengewinner bei den Olympischen Spielen 1956 in Melbourne mit der 4-mal-100-Meter-Staffel
- 1933, 3. Oktober, Volkmar Würtz, Degenfechter
- 1933, 8. Oktober, Kurt Linder, † 12. Dezember 2022, Fußballspieler und Trainer
- 1934, 1. Februar, Horst Sattler, † 9. März 2019, Feuerwehrmann und Feuerwehrfunktionär
- 1934, 9. Juni, Dieter Haack, Politiker (SPD), Bundesminister für Raumordnung, Bauwesen und Städtebau (1978–82)
- 1934, 11. Juli, Horst F. Pampel, † 28. Juli 2010 in Mühlacker, Karlsruher Heimatforscher
- 1934, 6. Oktober, Nils Wiberg, † 5. April 2007 in München, Chemiker, Autor
- 1935, Klaus J. Kohler, Phonetiker
- 1935, 23. März, Erwin Sack, † 21. März 1999, Politiker (SPD)
- 1935, 12. Juli, Lothar Roos, † 22. April 2025 in Meckenheim, Prälat und Sozialethiker
- 1935, 10. Oktober, Manfred Eglin, † 11. August 2001 in Zermatt, Fußballspieler
- 1936, Ingeborg Stadler, geborene Brandt, Sportlerin und Sportfunktionärin
- 1936, 20. April, Folker Wittmann, Physiker und Hochschullehrer
- 1936, 22. Mai, Gerhard Bloemecke, † 7. April 2013, Unternehmer und Politiker (CDU), Landtagsabgeordneter
- 1936, 29. Mai, Michael Münzer, † 23. Juli 2012 in Roses (Katalonien), Schauspieler, Autor, Regisseur, Dozent und Synchronsprecher
- 1936, 19. Juni, Gerhard Bohner, † 13. Juli 1992 in Berlin, Tänzer und Choreograph
- 1936, 19. Juni, Peter Corterier, † 22. Februar 2017, Politiker (SPD)
- 1936, 1. Juli, Jürgen Breest, † 22. Mai 2023 in Berlin, Schriftsteller
- 1936, 5. August, Hans Hugo Klein, Rechtswissenschaftler und Politiker (CDU)
- 1936, 12. August, Udo Fink, † 18. Mai 2024, Schweizer Jazzmusiker
- 1936, 2. September, Frank R. Pfetsch, † 18. November 2021, Politikwissenschaftler und Hochschullehrer
- 1936, 28. September, Karl-Heinz Ronecker, † 20. März 2019 in Kirchzarten, evangelischer Pfarrer und Dekan sowie Probst in Jerusalem an der Evangelischen Gemeinde Deutscher Sprache zu Jerusalem
- 1936, 10. Oktober, Hans Reichenbach, † 2. November 2018 in Wolfenbüttel, Mikrobiologe und Naturstoff-Biologe
- 1936, 5. November, Friedhelm Weick, † 30. März 2017 in Bruchsal, Tierillustrator; geboren im Ortsteil Daxlanden
- 1937, 1. Februar, Rolf Walter, † 1. April 2022, Mathematiker und Hochschullehrer in Dortmund, insbesondere für Differentialgeometrie
- 1937, 15. April, Hans Baschang, † 24. Juni 2017 in München, Maler, Zeichner, Bildhauer und Hochschullehrer
- 1937, 18. April, Barbara Bredow, Bildende Künstlerin
- 1937, 23. April, Helgo Bran, Politiker (Bündnis 90/Die Grünen)
- 1937, 8. Juli, Volker Glatt, † 14. Oktober 2023, Brigadegeneral des Heeres
- 1937, 17. September, Uta Emmer, † 11. August 2023 in Saarbrücken, Schauspielerin und Theaterleiterin
- 1937, 17. September, Heinz Schmitt, † 5. Oktober 2018, Fußballspieler
- 1937, 31. Oktober, Dieter Seebach, Professor für Organische Chemie an der ETH Zürich
- 1938, 27. April, Peter Schmidt, Journalist und Autor
- 1938, 7. Juni, Wolfram Angerbauer, † 10. September 2011 in Buchara, Usbekistan, Archivar
- 1938, 6. September, Gerhard Sauder, Germanist und Literaturwissenschaftler
- 1938, 10. Oktober, Horst Rehberger, Jurist und Politiker (FDP), Minister im Saarland und in Sachsen-Anhalt
- 1938, 24. November, Dieter Stoltz, Politiker (SPD)
- 1938, 13. Dezember, Volker Heyn, Komponist
- 1939, 19. März, Hermann Becht, † 12. Februar 2009 in Marxzell, Opernsänger
- 1939, 2. April, Reinhard Bentmann, † 21. Januar 2025, Kunsthistoriker und Denkmalpfleger
- 1939, 20. August, Reinhold Ganz, deutsch-schweizerischer Orthopäde und Hochschullehrer
- 1940, Gottfried Gerner-Wolfhard, Theologe, Pfarrer, Hochschullehrer und Oberkirchenrat
- 1940, Klaus Schroth, Strafverteidiger
- 1940, Bruno Schulz, Graveurmeister, Medailleur und Unternehmer
- 1940, 19. Februar, Renate Damus, † 17. Oktober 1992 in Osnabrück, Hochschullehrerin und Politikerin (Bündnis 90/Die Grünen)
- 1940, 25. Februar, Hartmut Bühl, Offizier, Oberst, Militärattaché und Publizist
- 1940, 8. März, Peter Neumann, Kirchenmusiker, Dirigent und Chorleiter
- 1940, 21. März, Herbert Joos, † 7. Dezember 2019 in Baden-Baden, Jazztrompeter bzw. -flügelhornist und Grafiker
- 1940, 26. März, Karl-Heinz Deutsch, Bildhauer
- 1940, 4. April, Doris Lott, Autorin (u. a. Werke über Karlsruhe)
- 1940, 19. Juni, Carl Weissner, † 24. Januar 2012 in Mannheim, Schriftsteller, Übersetzer und Herausgeber
- 1940, 22. Juni, Volker Steiner, Manager
- 1940, 18. August, Walther Erbacher, Komponist und Hochschullehrer
- 1940, 29. August, Til Erwig, Schauspieler
- 1940, 23. September, Gerhard Hennige, Leichtathlet und Olympiamedaillengewinner

### 1941–1950
- 1941, Norbert Gross, Rechtsanwalt am Bundesgerichtshof
- 1941, Voré (geb. als Volker Erhard), Bildhauer, Installationskünstler und Multimediakünstler
- 1941, 29. Januar, Uwe Helmut Schneider, Jurist und Hochschullehrer
- 1941, 22. Februar, Günter Fischer, Politiker (SPD), Landtagsabgeordneter
- 1941, 14. März, Jürgen Knieper, Komponist von Filmmusik
- 1941, 3. April, Hans Peter Henecka, Soziologe
- 1941, 16. April, Wilfried Heidt, † 2. Februar 2012 in Achberg, politischer Philosoph und Gründer des Internationalen Kulturzentrums Achberg (Bodensee)
- 1941, 4. Mai, Volker Rittberger, † 13. November 2011 in Tübingen, Politikwissenschaftler und Hochschullehrer
- 1941, 8. August, Hildegard Gollinger, römisch-katholische Theologin
- 1941, 31. August, Walter Mossmann, † 29. Mai 2015 in Breisach, Liedermacher
- 1942, 1. Januar, Rainer Wedler, Schriftsteller
- 1942, 28. Juli, Gisela Bock, Historikerin
- 1942, 29. Dezember, Rosemarie Still, † 4. Oktober 2022 in Berlin, Übersetzerin
- 1943, Kurt Kramer, Glockensachverständiger und Sachbuchautor
- 1943, 27. Mai, Jochen Vogt, † 8. August 2025 in Simmern/Hunsrück, Germanist, Literaturwissenschaftler und Literaturdidaktiker
- 1943, 14. November, Siegfried König, Leichtathlet und Kommunalpolitiker (CDU)
- 1943, 19. Dezember, Kristian Kühl, Jurist und Hochschullehrer
- 1944, Gerhard Ochs, Schriftsteller
- 1944, 24. Juli, Rolf Sutter, Heraldiker
- 1945, 14. September, Ulrich Barth, evangelischer Theologe, Religionsphilosoph und Hochschullehrer
- 1945, 30. September, Jürgen Morlok, Politiker (FDP), Landtagsabgeordneter, Unternehmensberater
- 1946, Michael Hund, Jurist, Vizepräsident des Bundesverwaltungsgerichtes
- 1946, 24. März, Bernd Doll, CDU-Politiker und Oberbürgermeister
- 1946, 19. April, Brigitte Gutmann, Pädagogin und Schriftstellerin
- 1946, 29. Mai, Dieter Kuhn, † 21. März 2024, Sinologe, Fachautor und Hochschullehrer
- 1946, 26. Juni, Wolfgang Mössinger, Brigadegeneral
- 1946, 9. August, Clemens Werner, Fernschachspieler
- 1946, 24. August, Wolfgang Kämmerer, Internist, Psychoanalytiker und Psychosomatiker
- 1946, 4. September, Gerhard Stolz, Politiker (Bündnis 90/Die Grünen)
- 1946, 16. September, Monika Frommel, † 30. Mai 2025, Rechtswissenschaftlerin
- 1946, 23. November, Bernd Uhl, † 22. Januar 2023 in Freiburg im Breisgau, römisch-katholischer Geistlicher und Weihbischof in Freiburg
- 1947, 15. Februar, Peter-Michael Riehm, † 20. Januar 2007 in Deilingen, Musikpädagoge, Komponist und Musiktheoretiker
- 1947, 1. März, Klaus Uwe Benneter, Politiker, Generalsekretär der SPD
- 1947, 2. März, Klaus H. Kiefer, Germanist und Hochschullehrer
- 1947, 18. April, Bernd Hengst, Schlagersänger und Mitglied der Gruppe Die Flippers
- 1947, 26. Juni, Peter Sloterdijk, Philosoph, Kulturwissenschaftler und Rektor der Staatlichen Hochschule für Gestaltung Karlsruhe
- 1947, 16. September, Renate Rastätter, Politikerin (Bündnis 90/Die Grünen), Landtagsabgeordnete
- 1948, Horst Hornung, Musiker (Cello, Gitarre, Komposition)
- 1948, 14. Januar, Brigitte Boothe, Psychoanalytikerin, Philosophin und Hochschullehrerin
- 1948, 14. April, Gerd Schön, † 29. November 2024 in Karlsruhe, Physiker, Hochschullehrer
- 1948, 28. September, Klaus Reichert, † 22. April 2005 in Bad Herrenalb, Nervenarzt und Medizinphilosoph
- 1948, 2. November, Günther Nonnenmacher, † 7. Mai 2025 in Offenbach, Journalist und  Mitherausgeber der FAZ
- 1948, 23. Dezember, Manfred Groh, Politiker (CDU), Landtagsabgeordneter
- 1949, 11. April, Ulrich Hochschild, Diplomat, Botschafter in Benin und Burkina Faso
- 1949, 14. April, Reinhart Kößler, Soziologe
- 1949, 21. Dezember, Wolfram Jäger, Kommunalpolitiker (CDU)
- 1950, Friedrich Weßbecher, † September 1997 in Paris, Maler und Bildhauer
- 1950, 18. Februar, Hans Rattinger, Politikwissenschaftler und Hochschullehrer
- 1950, 10. März, Karlheinz Klotz, Leichtathlet
- 1950, 14. Mai, Thomas Ernst Josef Wiedemann, † 28. Juni 2011 in Nottingham, Althistoriker
- 1950, 3. Juni, Franz Bechler, Handballspieler
- 1950, 14. Oktober, Wolfgang Wehowsky, Politiker (SPD)
- 1950, 3. Dezember, Michael Hoffmann, Sänger

### 1951–1960
- 1951, 24. Februar, Helmut Drexler, † 13. September 2009, Mediziner
- 1951, 24. Februar, Heiderose Wallbaum, Kanutin
- 1951, 7. April, Roland Vogel, Fußballspieler
- 1951, 24. Mai, Gabriele Thome, Klassische Philologin
- 1951, 29. Juni, Ferdinand Dudenhöffer, Verkehrswissenschaftler
- 1951, 20. September, Thomas Schühly, Filmproduzent
- 1951, 22. September, Klaus Lichtblau, Ideengeschichtler und Soziologe
- 1951, 4. Oktober, Günter Hoffmann, † 15. März 1984 in Rio de Janeiro, Sänger
- 1951, 15. Oktober, Heinz Schmitt, Politiker, Mitglied des Bundestages
- 1951, 4. November, Ursula Wolf, Philosophin, Hochschullehrerin
- 1952, Ulrich Chaussy, Journalist und Autor
- 1952, Gerhard K. Schäfer, evangelischer Theologe, Pfarrer und Hochschullehrer
- 1952, 26. Januar, Rainer Rahn, Politiker (AfD, Bündnis Deutschland)
- 1952, 13. März, Wolfgang Rihm, † 27. Juli 2024 in Ettlingen, Komponist
- 1952, 3. Mai, Ruth W. Lingenfelser, Dichterin
- 1952, 5. Juni, Peggy Blow, US-amerikanische Schauspielerin
- 1952, 25. November, Gerhard Wolf, Kunsthistoriker, Institutsdirektor
- 1952, 27. November, Joachim Krebs, † 28. Dezember 2013 in Ettlingen, Komponist, Musiker, Klang- und Medienkünstler
- 1952, 27. Dezember, Raimund Krauth, † 22. November 2012 in Karlsruhe, Fußballspieler
- 1953, Andrea Schellinger, Übersetzerin aus dem Neugriechischen
- 1953, 17. Januar, Friedrich Däuble, Diplomat
- 1953, 25. Januar, Gabriele Fischer, Journalistin und Chefredakteurin
- 1953, 1. März, Klaus Wanninger, Lehrer und Schriftsteller
- 1953, 29. Juni, Rolf Peter Gottfried Schulze, Diplomat, Botschafter der Bundesrepublik Deutschland
- 1953, 6. September, Joachim E. Zöller, Mund-, Kiefer- und Gesichtschirurg, Universitätsprofessor
- 1953, 23. Oktober, Edith Jung, Malerin
- 1953, 24. November, Jürgen Rüland, Politologe
- 1953, 19. Dezember, Wolfram Sailer, Pädagoge, Anglist und Politiker
- 1954, Rainer Franke, Architekt und Hochschulrektor
- 1954, Dagmar Hellberg, Musicaldarstellerin, Schauspielerin und Sängerin
- 1954, Daniel Moriz Lehr, Bildhauer und Maler
- 1954, 29. Januar, Michael Pfrommer, Klassischer Archäologe und Romanautor
- 1954, 22. Februar, Hans Müller-Steinhagen, Maschinenbauingenieur und Universitätsrektor
- 1954, 21. Juli, Günter Sonnenberg, Terrorist der Rote Armee Fraktion
- 1954, 8. August, Ulrich Seibert, Jurist und Honorarprofessor für Wirtschaftsrecht
- 1955, Eckehard „Ecki“ Hoffmann, Schauspieler, Sänger und Gedichte-Deklamator
- 1955, 18. Januar, Günter Wagner, Bildhauer
- 1955, 29. Januar, Bernhard Schmitt, † 13. Januar 2018, Fotograf
- 1955, 12. Februar, Werner Raupp, Theologie- und Philosophiehistoriker
- 1955, 14. Februar, Alexander Riedel, Jurist, Präsident des Oberlandesgerichts Karlsruhe
- 1955, 6. März, Boris Björn Bagger, † 4. Juli 2024, Gitarrist, Musikpädagoge, Komponist, Arrangeur und Dirigent
- 1955, 6. April, Axel W. Bauer, Medizinhistoriker und Bioethiker
- 1955, 26. April, Deborah Epstein, Schweizer Schauspielerin und Hochschullehrerin
- 1955, 28. April, Siegfried Walther, Schauspieler
- 1955, 17. Juni, Karl-Heinz Braun, Theologe, Kirchenhistoriker und Hochschullehrer
- 1956, Mario Kramer, Kunsthistoriker, Museumskurator und Sammlungsleiter
- 1956, Jürgen Schäfer, Kardiologe, Intensivmediziner, Hochschullehrer und Autor
- 1956, Dagmar Zobel, evangelische Pfarrerin und Prälatin für den Kirchenkreis Südbaden der Evangelischen Landeskirche Baden
- 1956, 2. März, Hans-Joachim Vatter, Schachspieler
- 1957, Klaus Michael Baur, Verleger, Chefredakteur und Geschäftsführer der Badischen Neuesten Nachrichten
- 1957, 16. April, Thomas Heitz, Jurist und ehemaliger Richter am Bundesverwaltungsgericht
- 1957, 1. März, Cornelia Rauh, Historikerin und Hochschullehrerin
- 1957, 26. März, Walter Bachmeier, Autor
- 1957, 21. April, Herbert Wetterauer, Maler, Bildhauer und Autor
- 1957, 17. Juli, Angelika Overath, Journalistin und Schriftstellerin
- 1957, 13. November, Sabine Schäfer, Komponistin, Musikerin, Klang- und Medienkünstlerin
- 1958, Jeannette Schmid, Psychologin, Hochschullehrerin und Autorin
- 1958, 25. Januar, Dieter Speck, Mediävist und Archivar
- 1958, 25. April, Claus Kiefer, Physiker
- 1958, 8. August, Karin Krüger, Judoka, Europameisterin und Vizeweltmeisterin
- 1958, 11. Oktober, Andreas Mäckler, Kunsthistoriker, Autor und Ghostwriter
- 1958, 4. November, Joachim Körber, Schriftsteller, Herausgeber, Verleger und Übersetzer
- 1958, 5. November, Daniela Klette, Mitglied der Rote Armee Fraktion
- 1958, 4. Dezember, Markus Printz, Theologe, Professor für Praktische Theologie und Gemeindepädagogik
- 1959, Thomas Vogel, Offizier und Militärhistoriker
- 1959, 26. Januar, Eva Dessecker, Kostümbildnerin
- 1959, 19. Februar, Johannes Müller, Geograph, Geologe und Botaniker
- 1959, 8. März, Ralf Nagel, Politiker (SPD), Senator in Bremen
- 1959, 11. April, Heike Hanagarth, Ingenieurin und Managerin
- 1959, 29. Juli, Richard Pink, Mathematiker und Hochschullehrer
- 1959, 1. August, Peter-Martin Schmidt, römisch-katholischer Theologe und Generalvikar im Bistum Fulda
- 1959, 27. August, Thomas Fuhr, Erziehungswissenschaftler
- 1959, 31. August, Bernhard Eitel, Geowissenschaftler und Rektor der Ruprecht-Karls-Universität Heidelberg
- 1959, 28. Oktober, Martin Daum, Manager
- 1959, 10. Dezember, Armin Heitz, Jazzmusiker
- 1959, 16. Dezember, Ingo Wellenreuther, Politiker (CDU), MdB
- 1960, Klaus Pohl, Informatiker und Hochschullehrer
- 1960, Andreas Reibenspies, Sänger und Hochschullehrer
- 1960, Eva Zahn, Journalistin und Drehbuchautorin, Grimme-Preisträgerin
- 1960, 5. Januar, Andreas Pollak, Politiker und ehemaliges Mitglied der Partei Bündnis 90/Die Grünen
- 1960, 26. April, Tina Widmann, österreichische Politikerin, Landesrätin in Salzburg
- 1960, 7. Mai, Jürgen Koffler, Sprinter
- 1960, 13. Mai, Maggie Mae, † 30. August 2021 in Melbourne (Florida), Schlagersängerin (My Boy Lollipop)
- 1960, 13. Mai, Gunter Malle, Mathematiker
- 1960, 19. Mai, Gunther Hellmann, Politikwissenschaftler
- 1960, 1. Juni, Matthias Bröde, Jazzmusiker
- 1960, 24. Juni, Ute Obhof, Germanistin und Bibliothekarin
- 1960, 10. Juli, Karl-Heinz von Liebezeit, Schauspieler
- 1960, 3. Dezember, Jam El Mar, Musikproduzent

### 1961–1970
- 1961, Petra Becker, Juristin, Oberbürgermeisterin von Stutensee
- 1961, Werner Daum, Historiker und Hochschullehrer
- 1961, Martin Franzen, Jurist, Hochschullehrer an der Ludwig-Maximilians-Universität München
- 1961, Thomas Weiß, evangelisch-lutherischer Pfarrer und Lyriker
- 1961, 23. Februar, Jürgen Ehrmann, Fußballtrainer
- 1961, 15. Mai, Siegfried Bauer, † 30. Dezember 2018, Physiker und Hochschullehrer
- 1961, 9. Juni, Wolfram Fleischhauer, Schriftsteller
- 1961, 18. August, Thorsten Poschwatta, General
- 1961, 15. Oktober, Kolja Lessing, klassischer Musiker, Komponist und Hochschullehrer
- 1961, 11. Dezember, Volker Rieble, Rechtswissenschaftler und Hochschullehrer
- 1962, Klaus Neumann, Schauspieler
- 1962, 29. Januar, Martin Herbster, Ringer
- 1962, 7. März, Johann Christian Schulz, Komponist und Musikproduzent
- 1962, 8. März, Georg Reiser, ehemaliger Fußballspieler
- 1962, 6. April, Günter Kobek, † 30. Oktober 2016 in Waldems, Radsportler
- 1962, 31. Mai, Sebastian Koch, Schauspieler (Die Manns – ein Jahrhundertroman; Stauffenberg)
- 1962, 9. Juni, Uwe Spetzger, Neurochirurg, Professor am Karlsruher Institut für Technologie
- 1962, 11. September, Bruno Leicht, Jazzmusiker und Komponist
- 1962, 7. Oktober, Christiane Riedel, Kunstgeschichtlerin und Vorstandsmitglied einer Stiftung
- 1962, 18. Oktober, Ursula Wiederkehr, Ruderin
- 1962, 14. November, Gerhard Lauer, Literaturwissenschaftler, Hochschullehrer
- 1962, 16. November, Til Maier, Kameramann
- 1963, Katharina Büche, Malerin und Objektkünstlerin
- 1963, Jan-Bernd Elpert, katholischer Theologe und Philosoph
- 1963, Axel Hagen, Jazzmusiker
- 1963, Ina Knobloch, Biologin, Filmemacherin, Regisseurin, Produzentin und Autorin
- 1963, Guido Sieber, Comicautor
- 1963, 10. Februar, Martin Gülich, Schriftsteller
- 1963, 23. Februar, Uwe Sauer, Basketballspieler und -trainer
- 1963, 8. März, Sasha Waltz, Choreografin, Tänzerin und Opernregisseurin
- 1963, 12. Mai, Martina Zitterbart, Informatikerin
- 1963, 27. Mai, Gerald Sommer, Germanist, Autor, Redakteur und Herausgeber
- 1963, 30. Mai, Eric Veulliet, Geologe, Präsident der Hochschule Weihenstephan-Triesdorf
- 1963, 3. Juni, Dirk Jens Nonnenmacher, Manager
- 1963, 24. Juni, Gerhard Hacker, Bibliothekswissenschaftler, Slavist, Hispanist und Hochschullehrer
- 1963, 20. Juli, Moritz Müller-Wirth, Journalist
- 1963, 29. Juli, Michael Schütz, Kirchenmusiker
- 1963, 17. September, Reinhard Berner, Mediziner, Pädiater und Hochschullehrer
- 1963, 12. November, Detlef Hofmann, Kanute, Olympiasieger in Atlanta 1996
- 1963, 18. Dezember, Nino de Angelo, Schlagersänger (Jenseits von Eden; Atemlos)
- 1964, Rudolf Krause, Schauspieler
- 1964, Peter Kuhn, Dirigent
- 1964, 19. Januar, Karin Zimmermann, Mediävistin und Leiterin der Handschriftenabteilung der UB Heidelberg
- 1964, 27. März, Andreas Ismail Mohr, Islamwissenschaftler
- 1964, 13. April, Markus J. Mall, evangelischer Theologe und Historiker
- 1964, 20. Juni, Andreas Raseghi, † 29. Mai 2024, Komponist und Essayist
- 1964, 13. Juni, Eva Wunsch-Weber, Bankmanagerin, Vorstandsvorsitzende der Frankfurter Volksbank eG
- 1964, 18. August, Andreas Deris, Musiker (Helloween)
- 1964, 19. August, Andreas Kindl, Diplomat
- 1964, 8. Oktober, Götz Schulze, † 30. Oktober 2018 in Potsdam, Rechtswissenschaftler
- 1964, 26. Oktober, Bettina Lisbach, Politikerin (Bündnis 90/Die Grünen), Landtagsabgeordnete und Umweltbürgermeisterin der Stadt Karlsruhe
- 1964, 8. Dezember, Eberhard Hildt, Biochemiker und Virologe
- 1964, 19. Dezember, Martin Bachmann, † 3. August 2016 in Istanbul, Bauforscher
- 1964, 29. Dezember, Klaus-Robert Müller, Physiker, Informatiker und Hochschullehrer
- 1965, Ivo Appel, Rechtswissenschaftler und Hochschullehrer
- 1965, 21. Januar Thomas Herrmann, Fotograf und Fernsehregisseur
- 1965, 25. Februar, Armin Wenz, lutherischer Theologe
- 1965, 13. Mai, Florian Sitzmann, Musiker und Musikproduzent
- 1965, 26. Mai, Christina Lux, Musikerin, Sängerin, Gitarristin und Komponistin
- 1965, 10. Juni, Walter Sinn, Betriebswirt und Unternehmensberater
- 1965, 23. August, Alexander Nützenadel, Historiker
- 1965, 10. Dezember, Axel Kahn, Fußballspieler, Bruder von Oliver Kahn
- 1965, 21. Dezember, Anke Mai, Hörfunkjournalistin und Programmdirektorin
- 1966, Friederike Bubenheimer-Erhart, Archäologin
- 1966, Michael Hirsch, Philosoph, Politologe, Kunsttheoretiker und Autor
- 1966, Andreas Kröper, Musikwissenschaftler, Regisseur, Dirigent und Flötist
- 1966, Daniel Wall, Unternehmer, Vorstandsvorsitzender der Wall AG
- 1966, Nicole Weegmann, Regisseurin
- 1966, 15. März, Steffen Klusmann, Journalist und Chefredakteur
- 1966, 5. Mai, Axel Fischer, Politiker (CDU) und MdB
- 1966, 6. Mai, Andreas Lutz, Sachbuchautor und Verbandsgründer
- 1966, 31. Mai, Joachim Nagel, Volkswirtschaftler, Präsident der Deutschen Bundesbank
- 1966, 12. September, Ralf Bauer, Schauspieler
- 1966, 16. Dezember, Helmut Hermann, Fußballspieler
- 1966, 29. Dezember, Alexandra Kamp, Schauspielerin
- 1967, Dirk Eisenbiegler, Professor für Informatik
- 1967, Wolf-Friedrich Schäufele, evangelischer Theologe, Kirchenhistoriker
- 1967, 12. Januar, Kurt Busch, Physiker und Hochschullehrer
- 1967, 25. Januar, Wawau Adler, Jazzmusiker
- 1967, 17. Februar, Matthias Kehle, Schriftsteller
- 1967, 4. März, Rainer Scharinger, Fußballspieler und -trainer
- 1967, 3. Mai, Claus Raible, Jazzmusiker
- 1967, 19. Mai, Markus Nagel, Radsportler und -trainer
- 1967, 17. Juni, Markus Hechtle, Komponist, Autor und Hochschullehrer
- 1967, 17. Juli, Christof Schulz, Chemiker und Hochschullehrer
- 1967, 1. November, Lutz Fischer, Schweizer Politiker
- 1967, 20. November, Katharina Hagena, Autorin
- 1968, Veronike Hinsberg, Künstlerin
- 1968, Patrick Orth, Kameramann
- 1968, Matthias Pacht, Drehbuchautor
- 1968, 23. Januar, Samir Nasr, deutsch-ägyptischer Regisseur und Autor
- 1968, 13. Februar, Thomas Bierling, Jazz-Pianist, Komponist und Musikproduzent
- 1968, 14. April, Gerald H. Haug, Geologe und Klimaforscher
- 1968, 1. Mai, Oliver Bierhoff, Fußballspieler, Vizeweltmeister 2002, Europameister 1996
- 1968, 29. Mai, Arno Gassmann, † 16. Juli 2019, Literaturwissenschaftler, Romanautor und Kommunalpolitiker
- 1968, 7. Juni, Roland Specht, Pokerspieler
- 1968, 7. August, Gordian Meyer-Plath, Präsident des Landesamtes für Verfassungsschutz Sachsen
- 1968, 17. August, Steffen Fetzner, Tischtennisspieler
- 1968, 28. September, Johannes Stober, Politiker (SPD)
- 1968, 11. Oktober, Christiane Staab, Juristin, Landtagsabgeordnete
- 1968, 15. November, Eilika Weber-Ban, Biochemikerin und Hochschullehrerin
- 1968, 17. Dezember, Kristina Hammer, Präsidentin der Salzburger Festspiele
- 1969, Jochen Metzger, Journalist, Autor, Textchef und Berater
- 1969, Ingo Scheuermann, Wirtschaftswissenschaftler und Hochschullehrer
- 1969, Thomas Weber, Musiker, Produzent, Komponist
- 1969, 19. Februar, Ingo Neuhaus, US-amerikanischer Schauspieler
- 1969, 15. Juni, Oliver Kahn, Fußballtorwart, Vizeweltmeister 2002, Europameister 1996
- 1969, 17. August, Susanne Stichler, Journalistin und Fernsehmoderatorin
- 1969, 21. Oktober, Guido Streichsbier, Fußballspieler und -trainer
- 1970, Matthias Falke, Schriftsteller, Übersetzer und Herausgeber
- 1970, 22. Februar, Marc Nagel, Handballnationalspieler und Handballtrainer
- 1970, 19. März, Alex Melcher, Musicaldarsteller
- 1970, 21. April, Michael Sternkopf, Fußballspieler
- 1970, 6. Mai, Step Laube, Autorin und Hörspielregisseurin
- 1970, 17. Mai, Stephan Marc Schneider, Komponist
- 1970, 19. Mai, Diana Stöcker, Politikerin
- 1970, 13. Juli, Gerd Wieber, Radrennfahrer
- 1970, 16. Oktober, Mehmet Scholl, Fußballspieler, Europameister 1996

### 1971–1980
- 1971, Kay Lübke, Jazzmusiker
- 1971, Ole Scheeren, Architekt u. a. des China Central Television Headquarters
- 1971, Melanie Unseld, Musikwissenschaftlerin
- 1971, Marc Witzenbacher, Theologe, Prälat der ev. Landeskirche für Südbaden
- 1971, 31. Mai, Christian Würtz, katholischer Geistlicher, Weihbischof in Freiburg
- 1971, 10. August, Rüdiger Klink, Schauspieler
- 1971, 16. September, Wolfgang Decker, Schauspieler
- 1971, 15. Oktober, John Ehret, parteiloser Politiker
- 1972, 20. Februar, Laith Al-Deen, Popmusiker und Musikproduzent
- 1972, 6. Mai, Peter Friedrich, Politiker (SPD), Minister für Bundesrat, Europa und Internationale Angelegenheiten Baden-Württemberg (2011–2016)
- 1972, 10. Mai, Alexander Becker, Musikwissenschaftler und Politiker (CDU)
- 1972, 8. Juni, Ansgar Mayr, Politiker (CDU)
- 1972, 13. Juli, Juri Tetzlaff, Fernsehmoderator
- 1972, 25. August, Annette Knobloch, Juristin und Diplomatin, Botschafterin der Bundesrepublik Deutschland
- 1972, 9. Dezember, Michael Schild von Spannenberg, Jurist, Richter am Bundesgerichtshof
- 1972, 18. Dezember, Thomas Siffling, Jazztrompeter und Bandleader
- 1973, 6. Februar, Oliver Klein, Rechtsanwalt, Steuerberater und Hochschullehrer
- 1973, 20. März, Catarina Katzer, Sozialpsychologin und Cyberpsychologin
- 1973, 15. Juni, Silke Scheuermann, Schriftstellerin
- 1973, 27. Juli, Christine Otterbach, Rollstuhltennisspielerin
- 1973, 16. Oktober, Oliver Kessler, Staatswissenschaftler und Hochschullehrer
- 1973, 19. Dezember, Heike Bollig, Künstlerin
- 1974, Ulla von Brandenburg, Malerin, Grafikerin, Installations- und Videokünstlerin und Professorin für Kunst und Malerei
- 1974, Frederik Busch, Medienkünstler und Fotograf
- 1974, Frank Ludwig Schäfer, Rechtswissenschaftler und Hochschullehrer
- 1974, Markus Schmidt-Heydt, deutscher Molekularbiologe und Mikrobiologe
- 1974, Thorsten Wettcke, Drehbuchautor und Regisseur
- 1975, 25. Januar, Markus Schroth, Fußballspieler vom TSV 1860 München
- 1975, 28. Juli, Imke Duplitzer, Degenfechterin und Tauchlehrerin
- 1975, 11. Oktober, Renate Lingor, Fußballspielerin, Weltmeisterin 2003, 2007, Europameisterin 1995, 2001, 2005
- 1975, 16. Oktober, Thomas Kies, Fußballspieler
- 1975, 28. November, Muhammed Suiçmez, Deathmetal-Gitarrist, Frontmann von Necrophagist
- 1976, Christine Osterloh-Konrad, Rechtswissenschaftlerin
- 1976, Claudia Weber, Hörspielautorin, -regisseurin und -produzentin
- 1976, 11. Februar, Gabriel Krüger, Volleyballspieler
- 1976, 3. März, Michael Blos, Politiker (AfD)
- 1976, 5. März, Andreas Schweiger, Koch, mit einem Stern im Guide Michelin ausgezeichnet
- 1976, 4. April, Daniel Caspary, Politiker (CDU) und MdEP
- 1976, 5. Oktober, Pierre M. Krause, Fernsehmoderator, Autor
- 1976, 5. November, Bettina Meier-Augenstein, Politikerin, Landtagsabgeordnete Baden-Württembergs
- 1976, 22. November, Regina Halmich, Boxerin (Fliegengewicht), Weltmeisterin von 1995 bis 2007
- 1976, 12. Dezember, Maren Ade, Regisseurin, Drehbuchautorin und Filmproduzentin
- 1977, Nora Krug, deutsch-US-amerikanische Illustratorin und Autorin
- 1977, 2. Februar, Sebastian Ströbel, Schauspieler
- 1977, 20. Februar, Jérôme Crews, Leichtathlet
- 1977, 6. April, Georg Wiebel, Volleyball-Nationalspieler
- 1977, 9. November, Jan-Philippe Schlüter, Hörfunkjournalist
- 1977, 12. November, Vanessa Blumhagen, Journalistin
- 1978, Anja Kümmel, Schriftstellerin
- 1978,  20. Januar, Lucie Muhr, Schauspielerin
- 1978, 26. September, Pascal Borel, Fußballtorwart
- 1979, Dominik Axtmann, Kirchenmusiker
- 1979, Sabine Müller-Mall, Rechts- und Politikwissenschaftlerin, Hochschullehrerin
- 1979, 22. Januar, Steffen Jäger, Präsident und Hauptgeschäftsführer des Gemeindetags Baden-Württemberg
- 1979, 17. Februar, Sebastian Walter, Politiker, Mitglied des Abgeordnetenhauses von Berlin
- 1979, 15. Oktober, Anneke Graner, Politikerin (SPD)
- 1979, 8. November, René Repasi, Rechtswissenschaftler und Politiker (SPD)
- 1979, 3. Dezember, Björn Goldschmidt, Kanute
- 1980, Sara Kelly-Husain, irische Schauspielerin, Moderatorin, Parodistin und Sprecherin
- 1980, Schirin Kretschmann, Künstlerin und Professorin für Malerei und Grafik an der Akademie der Bildenden Künste München
- 1980, Julia Krittian, Hörfunk- und Fernsehjournalistin
- 1980, Thomas Mikhail, Erziehungswissenschaftler und Hochschullehrer
- 1980, 4. Juli, Alessandro Caruso, Fußballspieler
- 1980, 1. November, Florian Anderer, Schauspieler und Hörspielsprecher

### 1981–1990
- 1981, Daniel Hornuff, Kulturwissenschaftler und Universitätsprofessor an der Kunsthochschule in der Universität Kassel
- 1981, 3. Juni, Pablo Miró-Cortez, französisch-deutsch-chilenischer Pianist
- 1981, 9. Juni, Arnd Goldschmidt, Kanute
- 1981, 8. Juli, Alexander Merbeth, Schauspieler und Synchronsprecher
- 1982, Rainer Nigrelli, Filmeditor
- 1982, 11. Januar, Tobias Lindner, Politiker, Staatsminister im Außenministerium
- 1982, 20. März, Tatjana Kästel, Schauspielerin
- 1982, 10. April, Stephanie Gehrlein, Tennisspielerin
- 1982, 28. April, Bo Flower, eigentlich Florian Bauer, Rapper der Hamburger Hip-Hop-Szene
- 1982, 25. Mai, Shila Behjat, Journalistin und Publizistin
- 1982, 2. August, Sebastian Niklaus, Gitarrist, Ukulelespieler, Songwriter und Sänger im deutschsprachigen Pop und Liedermachergenre
- 1982, 2. Oktober, Nina Beeh, Moderatorin und Fitness-Bloggerin
- 1982, 30. Dezember, Bastian Rutschmann, Handballtorwart
- 1983, Lisa Charlotte Friederich, Schauspielerin, Drehbuchautorin und Regisseurin
- 1983, Samira Saygili, türkisch-deutsche Sängerin, Komponistin und Musikpädagogin
- 1983, Sebastian Welker, Opernregisseur
- 1983, 20. April, Judith Hörmann, Kanutin
- 1983, 29. Juni, Marcel Ewald, Ringer
- 1983, 4. November, Patrick Huckle, Fußballspieler
- 1984, David Heiligers, Dramaturg und Theaterregisseur
- 1984, Torsten Helber, Hörfunkmoderator und Redakteur
- 1984, Ben Kaiser, Filmeditor, Regisseur, Kameramann und Steadicam-Operator
- 1984, 10. April, Boris Rommel, Koch
- 1984, 30. Mai, Türker Toptaş, deutsch-türkischer Fußballspieler
- 1984, 1. Juni, Anja Polzer, Model, Reality-TV-Teilnehmerin und PR-Managerin
- 1984, 6. Oktober, Michael Becker, Sportmanager
- 1984, 7. November, Natascha Sagorski, Kolumnistin
- 1985, Andrea Bottlinger, Autorin, Übersetzerin und Lektorin
- 1985, Larissa Kaufmann, Leichtathletin
- 1985, 25. März, Tijen Onaran, Autorin und Unternehmerin
- 1985, 23. April, Sebastian Freis, Fußballspieler
- 1985, 17. Mai, Marcel Musolf, Politiker (Freie Wähler)
- 1985, 21. Mai, Sascha Traut, Fußballspieler
- 1985, 3. Juni, Maren Knebel, Kanutin und Doppel-Weltmeisterin
- 1985, 13. August, Marc Gallego, Fußballspieler
- 1985, 21. August, Daniel Bernhardt, Fußballspieler
- 1986, Fatma Aydemir, Journalistin und Schriftstellerin
- 1986, 10. Januar, Johannes Moss, Schauspieler
- 1986, 26. Januar, Silke Hörmann, Kanutin
- 1986, 10. Februar, Nina Perner, Skirennläuferin
- 1986, 6. August, Alexander Salomon, Politiker (Bündnis 90/Die Grünen), Landtagsabgeordneter
- 1986, 3. Oktober, Christine Neumann, Politikerin (CDU), Landtagsabgeordnete
- 1987, Alexander Leist, Freestyle-Frisbee-Spieler
- 1987, Friederike Merz, Jazzmusikerin
- 1987, 14. Januar, Dennis Aogo, Fußballspieler, U-21-Europameister 2009
- 1987, 15. Mai, David Emling, Schriftsteller
- 1987, 20. Juni, Hüseyin Kuday, Fußballspieler
- 1987, 4. Juli, Svenja Görger, Schauspielerin und Casterin
- 1987, 6. Juli, David Pisot, Fußballspieler
- 1987, 1. August, Nicolas Zippelius, Bundestagsabgeordneter
- 1987, 18. September, Aykut Akgün, deutsch-türkischer Fußballspieler
- 1988, Kerstin Haberecht, Jazzmusikerin
- 1988, 21. Februar, Mathias Moritz, Fußballtorhüter
- 1988, 29. Februar, Carolin Walter, Leichtathletin
- 1988, 18. März, Steffen Haas, Fußballspieler
- 1988, 19. April, Philip Butz, Schauspieler
- 1988, 28. April, Dorothée Neff, deutsch-luxemburgische Schauspielerin
- 1988, 26. Juni, Jerôme Gondorf, Fußballspieler
- 1988, 17. Juli, Daniel Brosinski, Fußballspieler
- 1988, 11. August, Valentina Stadler, Mezzosopranistin
- 1988, 25. August, Merlin Leonhardt, Schauspieler
- 1988, 20. September, Yannic Becker, Schauspieler
- 1988, 9. November, Stefan Müller, Fußballspieler
- 1989, 8. März, Daniel Williams, deutsch-amerikanischer Fußballspieler
- 1989, 27. Juni, Verena Hantl, Kanutin
- 1989, 3. August, Kristina Kober, Fußballspielerin
- 1989, 3. Dezember, Barbara Krzoska, Schauspielerin
- 1989, 12. Dezember, Martina Zwick, Radsportlerin
- 1990, Kara Schröder, Schauspielerin
- 1990, 3. Februar, Nicolai Groß, Fußballspieler
- 1990, 12. Februar, Jan-Niclas Gesenhues, Politiker (Bündnis 90/Die Grünen)
- 1990, 25. Februar, Patrick Roy Beckert, Schauspieler, Drehbuchautor und Regisseur
- 1990, 4. Mai, Matthias Cuntz, Fußballspieler
- 1990, 11. Juni, Vanessa Giangrasso, italienische Fußballspielerin
- 1990, 8. Juli, Stephanie Wagner, Basketballspielerin
- 1990, 8. August, Michael Baumer, Basketballspieler
- 1990, 11. Juli, Nina Brandt, Schauspielerin
- 1990, 13. Dezember, Niklas Ruß, Handballspieler

### 1991–2000
- 1991, 4. Januar, Sabine Kusterer, Gewichtheberin
- 1991, 29. März, Jannik Herm, Eishockeyspieler
- 1991, 29. März, Andreas Schloß, Filmproduzent und Redakteur
- 1991, 13. November, Yannick Hanfmann, Tennisspieler
- 1992, Matthias Gärtner, Schauspieler
- 1992, Christopher Kunz, Jazz- und Improvisationsmusiker
- 1992, 19. Februar, Jan Prax, Jazzmusiker
- 1992, 9. Juni, Pietro Lombardi, Sänger und Gewinner der 8. Staffel von Deutschland sucht den Superstar
- 1992, 16. Juni, Matthias Zimmermann, Fußballspieler
- 1992, 24. September, Victoria Broßart, Politikerin (Bündnis 90/Die Grünen)
- 1992, 5. Oktober, Annika Bruhn, Schwimmerin
- 1993, 6. Februar, Marius Steinhauser, Handballspieler
- 1993, 2. April, Claire Savin, deutsch-französische Fußballspielerin
- 1993, 20. Juni, Sead Kolašinac, bosnisch-deutscher Fußballspieler
- 1993, 25. September, Friederike Schaaf, Fußballspielerin
- 1993, 15. Oktober, Karoline Heinze, Fußballspielerin
- 1993, 19. Oktober, David Schmidt, Handballspieler
- 1994, László Branko Breiding, Schauspieler
- 1994, 14. Januar, Vivien Wulf, Schauspielerin, Autorin und Unternehmerin
- 1994, 25. Februar, Rouven Israel, Schauspieler
- 1994, 31. Mai, Rico Seith, Schlagersänger
- 1994, 7. September, Sappho Çoban, Judoka
- 1995, Caro Trischler, Jazz- und Soulmusikerin
- 1995, 14. Januar, Christian Ortag, Fußballtorwart
- 1995, 27. Januar, Tom Alte, Basketballspieler
- 1995, 16. Februar, Jan-Ole Sievers, Fußballspieler
- 1995, 13. März, Jasmin Huber, Grasskiläuferin
- 1995, 7. August, Zoe Mayer, Politikerin (Bündnis 90/Die Grünen), MdB
- 1995, 16. August, Jens Sandmeier, Volleyballspieler
- 1995, 7. September, Luisa Niemesch, Ringerin
- 1995, 11. September, Vincent Feigenbutz, Profiboxer
- 1995, 25. Oktober, Georg Paluza, deutsch-türkischer Schauspieler
- 1995, 29. November, Fabian Roth, Badmintonspieler
- 1995, 3. Dezember, Timon Wellenreuther, Fußballtorwart
- 1995, 6. Dezember, Joshua Stritzinger, Radrennfahrer
- 1995, 25. Dezember, Nimo, Rapper
- 1996, 9. Juli, Pamela Reif, Webvideoproduzentin und Influencerin
- 1996, 10. Juli, Mun Ka-Young, südkoreanische Schauspielerin
- 1996, 15. August, Dennis Marschall, Automobilrennfahrer
- 1996, 9. November, Toni Mogens, Singer-Songwriter
- 1996, 12. Dezember, Marco Eßer, Synchron-, Hörbuch- und Hörspielsprecher
- 1997, 27. Juli, Ricarda Schaber, Fußballspielerin
- 1997, 29. Juli, Carlo Sickinger, Fußballspieler
- 1997, 28. August, Sascha Pfattheicher, Handballspieler
- 1997, 11. September, Marvin Mehlem, Fußballspieler
- 1998, 15. Februar, Berkay Özcan, deutsch-türkischer Fußballspieler
- 1998, 30. Juli, Christa Riffel, Radsportlerin
- 1999, 20. Februar, Valentino Vujinović, Fußballspieler
- 1999, 26. März, Fatma Şakar, deutsch-türkische Fußballspielerin
- 1999, 22. April, Charlotte Voll, Fußballspielerin
- 1999, 25. Mai, Jannis Kübler, Fußballspieler
- 1999, Dezember, Leyla Bischoff, Schauspielerin
- 2000, Laura Philipp, Schauspielerin
- 2000, 1. März, Niklas Hartweg, Schweizer Biathlet
- 2000, 27. April, Emma Forchel, Schauspielerin
- 2000, 1. Juni, Stephan Mensah, deutsch-ghanaischer Fußballspieler
- 2000, 14. September, Marco Pašalić, kroatisch-deutscher Fußballspieler

## 21. Jahrhundert
- 2001, 1. März, Vanessa Leimenstoll, Fußballspielerin
- 2001, 27. März, Jannis Rabold, Fußballspieler
- 2001, 25. Juli, Alena Pfanz, Schauspielerin
- 2001, 24. Oktober, Sina Herrmann, Tennisspielerin
- 2002, 30. März, Sean Seitz, Fußballspieler
- 2002, 15. Oktober, Kay Stumper, Tischtennisspieler
- 2004, 22. März, Vanessa Diehm, Fußballspielerin